# 魔法少女リリカルなのはシリーズ
魔法少女リリカルなのはシリーズ（まほうしょうじょリリカルなのはシリーズ、英: Magical girl lyrical Nanoha series）は、都築真紀原作のメディアミックス作品。
テレビアニメ作品、そしてそれを中心としたドラマCD作品、漫画作品、小説作品、アニメーション映画作品などからなる、魔法少女作品。
本項ではシリーズの全体的な概要、およびシリーズ共通の設定について記述する。

## 作品の成立
本シリーズは2000年にivoryが制作しJANISが発売した18禁恋愛アドベンチャー作品『とらいあんぐるハート3 〜Sweet Songs Forever〜』（通称『とらハ3』）に由来を持つスピンオフ作品の一種である。もとはおまけとしてスタッフがシャレで作った嘘企画の「CMスポット」という名前のCMテロップであったが、そこから構想を膨らませてゆき、2001年発売の同作のファンディスク『とらいあんぐるハート3 リリカルおもちゃ箱』内のミニシナリオ全13話を作成、後にそれを原作としたテレビアニメシリーズが作成される。
テレビアニメ化にあたっては原作のシナリオを担当した都築がみずから脚本を手がけているが、作品世界や登場人物の設定等に原作とは大幅な変更がなされ、とりわけ第3期『魔法少女リリカルなのはStrikerS』以降の作品ではスピンオフ元である『とらハ3』に由来する設定や登場人物は大幅に省略されている。都築自身も原作とはパラレルワールドであるとの意味の発言を自身のサイトや雑誌のインタビューなどでしている。

## 作風
内容については、魔法によるアクションアニメとして紹介される事が多いが、その方向性が確立されたのはテレビ版第2期からである。
テレビ版第1期については、序盤は魔法少女アニメなどの「変身ヒロイン」をテーマにした作風だが、フェイトが登場した辺りから次第に派手な演出の戦闘が目立つようになり、魔法バトルアクション的な作風になっていく。テレビ版第2期においては序盤から魔法バトルアクションの内容が展開され、魔法バトルアクションものの作風に統一される。テレビ版第3期で設定が変更されたことから、刑事ドラマのような要素が作風に組み込まれている。
また、『A's』のDVDのCM（DVD第4巻に映像特典として収録）では「熱血バトル魔法アクションアニメ」というキャッチコピーが使用され、主人公・高町なのは役の田村ゆかりには「魔砲少女アニメ」と称された。
本シリーズでは主人公の動機の強さや感情の高まりは必ずしも勝敗を左右しないという非情なリアリティが貫かれている。作中では敵対する者は譲れない事情といった強烈なモチベーションを持つあるいはその人物にとって特別な動機を抱えて行動し、主人公は地道な訓練の積み重ねで身に着けた力量で自らも譲れぬ思いを胸に相手と対峙するというのが基本的なストーリーであり、戦いを通じて困難な対話を成立させようと試みる状況がシリーズを通して繰り返し描かれる。また、アニメシリーズ各作品において最大のピンチを乗り越えようとする場面では、ヒロインの心情を盛り込んだ挿入歌が流されるという演出が用いられ、作品のクライマックスを盛り上げる重要な要素となっている。
「呪文をデバイスへのコマンドとみなす」「魔法発動にテクノロジー的な要素を用いる」など、「魔法」を「魔力」を消費することにより発動する「超科学」的存在として扱っている。

## シリーズ作品一覧

### テレビアニメ
関西地区においては第1期がテレビ大阪、『A's』がサンテレビで放送されていたが、『StrikerS』はKBS京都とテレビ和歌山、『ViVid』はMBSでの放送となったため、「関西地区では各シリーズごとにネット局が異なる」ことになる。 
日本以外ではマレーシアのntv7、韓国のQwiny、台湾のMOMO親子台で放送されている。また、ジェネオン北米法人が英語版DVDを販売していたが、現在はFunimationが販売している。
魔法少女リリカルなのは
第1期。2004年10月から12月まで放送した。全13話。
魔法少女リリカルなのはA's
第2期。2005年10月から12月まで放送した。全13話。
魔法少女リリカルなのはStrikerS
第3期。2007年4月から9月まで放送した。全26話。
魔法少女リリカルなのはViVid
第4期。2015年4月から6月まで放送した。全12話。
ViVid Strike!
魔法少女リリカルなのはViVidの派生作品。2016年10月から12月まで放送した。全12話。
魔法少女リリカルなのは 20周年記念セレクション
魔法少女リリカルなのは The MOVIE 1st、魔法少女リリカルなのは The MOVIE 2nd A'sをテレビサイズに編集し、2024年10月から12月まで放送した。全11話。
魔法少女リリカルなのは EXCEEDS Gun Blaze Vengeance
2024年12月、制作が発表された。
| 対象地域       | 放送局                | 系列局         | 無印                                             | A's | StrikerS | ViVid                                    | ViVid Strike!                              |
| -------------- | --------------------- | -------------- | ------------------------------------------------ | --- | --- | ---------------------------------------- | ------------------------------------------ |
| 関東広域圏     | TBS                   | TBS系列        | -                                                | 2009年10月8日 - 12月24日 2:24 - 2:54                                                                                    | - | -                                        | -                                          |
| 栃木県         | とちぎテレビ          | UHF局          | -                                                | - | - | 2015年4月9日 - 6月25日 0:30 - 1:00       | 2016年10月2日 - 12月18日 0:30 - 1:00       |
| 群馬県         | 群馬テレビ            | UHF局          | -                                                | - | - | 2015年4月9日 - 6月25日 1:30 - 2:00       | 2016年10月2日 -12月18日 0:30 - 1:00        |
| 埼玉県         | テレ玉                | UHF局          | 2004年10月3日 - 12月26日 0:30 - 1:00             | 2005年10月5日 - 12月28日 1:30 - 2:00                                                                                    | 2007年4月6日 - 2007年9月28日 1:00 - 1:30                                                                                  | -                                        | -                                          |
| 千葉県         | チバテレ              | UHF局          | 2004年10月5日 - 12月28日 1:40 - 2:20             | 2005年10月2日 - 12月25日 1:35 - 2:05                                                                                    | 2007年4月4日 - 9月26日 2:30 - 3:00                                                                                        | -                                        | -                                          |
| 東京都         | テレビ東京            | テレビ東京系列 | -                                                | - | 2012年1月6日 - 6月29日 2:15 - 2:45                                                                                        | -                                        | -                                          |
| 東京都         | TOKYO MX              | UHF局          | -                                                | 2011年10月2日 - 12月25日 22:00 - 22:30                                                                                  | 2007年4月7日 - 9月29日 2:30 - 3:00                                                                                        | 2015年4月3日 - 6月26日 22:30 - 23:00     | 2016年10月2日 - 12月18日 0:30 - 1:00       |
| 神奈川県       | tvk                   | UHF局          | 2004年10月8日 - 12月31日 1:35 - 2:05             | 2005年10月7日 - 12月30日 1:45 - 2:15                                                                                    | 2007年4月7日 - 9月29日 3:15 - 3:45                                                                                        | -                                        | -                                          |
| 神奈川県       | tvk                   | UHF局          | 2004年10月8日 - 12月31日 1:35 - 2:05             | 2011年10月15日 - 12月24日 23:30 - 0:00                                                                                  | 2007年4月7日 - 9月29日 3:15 - 3:45                                                                                        | -                                        | -                                          |
| 岐阜県         | 岐阜放送              | UHF局          | 2004年10月1日 - 12月24日 0:10 - 0:40             | - | - | -                                        | -                                          |
| 中京広域圏     | CBCテレビ             | TBS系列        | -                                                | 2009年10月10日 - 2010年1月16日 2:30 - 3:00                                                                              | - | -                                        | -                                          |
| 愛知県         | テレビ愛知            | テレビ東京系列 | -                                                | - | 2012年1月11日 - 7月4日 3:00 - 3:30                                                                                        | 2015年4月5日 - 2018年6月21日 1:30 - 2:00 | -                                          |
| 三重県         | 三重テレビ            | UHF局          | 2004年10月2日 - 12月25日 1:20 - 1:50             | 2005年10月5日 - 12月28日 0:30 - 1:00                                                                                    | 2007年4月3日 - 9月25日 2:00 - 2:30                                                                                        | -                                        | -                                          |
| 関西広域圏     | MBS毎日放送           | TBS系列        | -                                                | 2009年10月4日 - 12月27日 3:28 - 3:58                                                                                    | - | 2015年4月4日 - 6月20日 3:10 - 3:40       | 2016年10月2日 - 2016年12月18日 2:28 - 2:58 |
| 京都府         | KBS京都               | UHF局          | -                                                | - | 2007年4月4日 - 9月26日 2:00 - 2:30                                                                                        | -                                        | -                                          |
| 大阪府         | テレビ大阪            | テレビ東京系列 | 2004年10月4日 - 12月27日 1:40 - 2:10             | - | 2012年1月7日 - 6月30日 2:40 - 3:20                                                                                        | -                                        | -                                          |
| 兵庫県         | サンテレビ            | UHF局          | -                                                | 2005年10月5日 - 12月28日 2:05 - 2:35                                                                                    | - | -                                        | -                                          |
| 和歌山県       | テレビ和歌山          | UHF局          | -                                                | - | 2007年4月2日 - 9月23日 1:10 - 1:40                                                                                        | -                                        | -                                          |
| 岡山県・香川県 | テレビせとうち        | テレビ東京系列 | -                                                | - | 2012年4月11日 - 7月4日（14話 - 26話） 2:03 - 2:33                                                                         | -                                        | -                                          |
| 福岡県         | TVQ九州放送           | テレビ東京系列 | -                                                | - | 2012年1月6日 - 6月29日 2:53 -3:23                                                                                         | -                                        | -                                          |
| 全国           | BS11                  | BS             | -                                                | - | - | 2015年4月9日 - 6月25日 1:00 - 1:30       | 2016年10月2日 - 12月18日 0:30 - 1:00       |
| 全国           | BS松竹東急            | BS             | 2024年10月7日 - 12月30日 23:30 - 0:00            | 2025年1月6日 - 3月31日 23:30 - 0:00                                                                                     | 2025年4月7日 - 6月9日（2話連続放送） 23:30 - 0:30 2025年6月16日 ・ 6月23日（3話連続放送） 23:30 - 1:00                    | -                                        | -                                          |
| 全国           | AT-X                  | CS             | 2007年12月22日 - 3月15日 10:00 - 10:30           | 2008年3月22日 - 6月14日 10:00 - 10:30                                                                                   | 2008年6月21日 - 12月13日 10:00 - 10:30                                                                                    | 2015年4月15日 - 6月26日 10:30 - 11:00    | 2016年10月6日 - 12月25日 0:30 - 1:00       |
| 全国           | AT-X                  | CS             | 2007年12月22日 - 3月15日 10:00 - 10:30           | 2008年3月22日 - 6月14日 10:00 - 10:30                                                                                   | 2009年3月21日 - 6月13日（2話連続放送） 10:00 - 11:00                                                                      | 2015年4月15日 - 6月26日 10:30 - 11:00    | 2016年10月6日 - 12月25日 0:30 - 1:00       |
| 全国           | ファミリー劇場        | CS             | -                                                | 2006年5月2日 - 5月3日（一挙放送） 23:30 - 6:00                                                                          | 2007年4月14日 - 9月29日 13:30 - 14:00                                                                                     | -                                        | -                                          |
| 全国           | ファミリー劇場        | CS             | -                                                | 2006年5月25日 1:30 - 4:00（1話 - 5話） 2006年5月26日 1:00 - 4:00（6話 - 11話） 2006年5月27日 2:00 - 3:00（12話 - 13話） | 2007年7月6日-7日（1話 - 12話） 22:00 - 4:00                                                                               | -                                        | -                                          |
| 全国           | ファミリー劇場        | CS             | -                                                | 2006年5月25日 1:30 - 4:00（1話 - 5話） 2006年5月26日 1:00 - 4:00（6話 - 11話） 2006年5月27日 2:00 - 3:00（12話 - 13話） | 2007年10月6日（1話 - 8話） 2:00 - 6:00 2007年10月19日（9話 - 26話） 2:00 - 7:00                                           | -                                        | -                                          |
| 全国           | ファミリー劇場        | CS             | -                                                | 2006年5月25日 1:30 - 4:00（1話 - 5話） 2006年5月26日 1:00 - 4:00（6話 - 11話） 2006年5月27日 2:00 - 3:00（12話 - 13話） | 2008年7月19日（1話 - 10話） 1:00 - 6:00 2008年7月20日（11話 - 18話） 2:00 - 6:00 2008年7月21日（19話 - 26話） 2:00 - 6:00 | -                                        | -                                          |
| 全国           | YouTube               | インターネット | 2024年10月10日 - 2025年1月2日 予定 21:00 - 21:26 | - | - | -                                        | -                                          |
| 全国           | ABEMA （アニメLIVE2） | インターネット | -                                                | 2023年2月17日（一挙放送） 14:00 - 20:00                                                                                 | 2023年2月24日（1話 - 13話） 2:00 - 8:00 2023年3月3日（14話 - 26話） 1:00 - 7:00                                           | -                                        | -                                          |
| 全国           | ABEMA （アニメLIVE2） | インターネット | -                                                | 2023年2月17日 - 18日（一挙放送） 20:00 - 2:00                                                                           | 2023年2月24日（1話 - 13話） 2:00 - 8:00 2023年3月3日（14話 - 26話） 1:00 - 7:00                                           | -                                        | -                                          |
| 全国           | ABEMA （アニメLIVE2） | インターネット | -                                                | 2023年2月18日（一挙放送） 13:00 - 19:00                                                                                 | 2023年2月24日（1話 - 13話） 2:00 - 8:00 2023年3月3日（14話 - 26話） 1:00 - 7:00                                           | -                                        | -                                          |

### 劇場版アニメ
魔法少女リリカルなのは The MOVIE 1st
劇場版アニメ版第1作目。2010年1月23日公開。テレビアニメ版第1期をベースにしている。興行収入は2億1000万円。
魔法少女リリカルなのは The MOVIE 2nd A's
劇場版アニメ版第2作目。2012年7月14日公開。テレビアニメ版第2期をベースにしている。興行収入は5億5000万円。
魔法少女リリカルなのは Reflection
劇場版アニメ版第3作目。2017年7月22日公開。当初は『A's』から『StrikerS』までの空白期間を描くとされていたが、後の発表で本作にはPSPソフトシリーズの『BOA』および『GOD』が初出のキャラクターであるマテリアル達やフローリアン姉妹が登場。ストーリーもGODのそれに準じたものであるということになったが、一部のキャラクターの設定は一部変更されている。2018年公開の『魔法少女リリカルなのは Detonation』と一体の作品で前編となる。興行収入は3億1100万円。
魔法少女リリカルなのは Detonation
劇場版アニメ版第4作目。2018年10月19日公開。『魔法少女リリカルなのは Reflection』と一体の作品で後編となる。シリーズ初のPG12指定。興行収入は2億5600万円。

### 漫画
魔法戦記リリカルなのはForce
第4期。『娘TYPE』にてVol.1より連載開始。『娘TYPE』2013年11月号に休載が告知された。（原作：都築真紀、作画：緋賀ゆかり）
魔法少女リリカルなのはViVid
第4期。『月刊コンプエース』にて2009年7月号から2017年12月号まで連載。（原作：都築真紀、漫画：藤真拓哉）
ORIGINAL CHRONICLE 魔法少女リリカルなのは The 1st
テレビアニメ版第1期の魔法少女リリカルなのはをベースに、映画版の魔法少女リリカルなのは The MOVIE 1st、ドラマCD版、小説版などを盛り込んだコミカライズ。『娘TYPE』にて2014年1月号から2016年7月号まで連載。本編のストーリーを追った漫画化は初となる。（原作：都築真紀、漫画：緋賀ゆかり）
魔法少女リリカルなのは EXCEEDS
『水曜日のシリウス』にて2025年4月から連載中。（原作：都築真紀、漫画：川上修一）

### ゲーム
魔法少女リリカルなのはA's PORTABLE -THE BATTLE OF ACES-
2010年1月21日にバンダイナムコゲームスより発売されたPSP用ソフト。
魔法少女リリカルなのはA's PORTABLE -THE GEARS OF DESTINY-
2011年12月22日にバンダイナムコゲームスより発売されたPSP用ソフト。
魔法少女リリカルなのはINNOCENT
2013年3月31日にMobageより稼働したソーシャルゲーム作品にしてスピンオフ作品。従来のシリーズとは異なる世界観となる。

### CD
ドラマCD
魔法少女リリカルなのは キャラクターソング コンプリートBOX（2019/11/19）
TVアニメ第1期『魔法少女リリカルなのは』から『魔法少女リリカルなのはDetonation』までの楽曲に新曲を加えたコンプリートBOX。

## 魔法
本作における魔法とは、魔力を消費して発動される現象の総称を指す。いわゆる「幻想」ではなく「超科学」として扱われているのが、本作における魔法の特徴と言え、体系や種別、発動シーケンス等、詳細な設定が用意されている。
魔法と言ってもそれには多数の種別が存在し、その効果は攻撃から治療、拘束、移動と多種多様である。また魔法そのものにも体系が存在しており、「ミッドチルダ式」と「ベルカ式」の2体系が主に登場した。
魔法の発動には、発動の引き金となる行為「トリガー」が必要で、特定の長文の発音による「詠唱」、発動する魔法名や特定の掛け声の発音による「コマンド」、特定の動作による「アクショントリガー」、インテリジェントデバイスの判断で自律発動する「デバイス発動」の4つがある。ミッドチルダ式の魔導士は「コマンド」を、ベルカ式の騎士は「アクショントリガー」を多用する傾向がある。また、デバイスはあくまでも負担軽減のための補助機械であり、デバイスを使用しなくても魔法の使用は可能である。とくに結界や防御、補助魔法の発動はデバイスをあまり必要としない。
魔法はデバイスにプリセットされていたり作業準備として用意してくることもあり、個人技能というよりもアプリケーション的な扱いがなされている。デバイスはそのプログラムを迅速かつ有効に走らせるコンピューターであり、そのアプリケーションを十分に扱えるだけのポテンシャルや制御力が魔導師の実力に直接関わる部分と見なせる。

### 用語
ミッドチルダ式魔法
ミッドチルダで開発された魔法の体系で、現在最も広く使われている。略して「ミッド式」と呼ばれる事もある。
効果範囲と汎用性に重点を置いた仕様で、遠・近距離攻撃、防御、補助など多種多様な効果が揃い、非常に操作性が高い。「傷付けることなく制圧する力」の代名詞的存在となっている。戦闘では射撃・砲撃など距離をとった攻撃が主体となる。
杖などの、魔法そのものの行使を戦闘の前提としたデバイスを使用することが多い。
魔導師（まどうし）
「魔法使い」とも呼ばれるが、基本的に「魔導師」と呼ばれる。「魔力」を用い、「魔法」を使用する人物の総称。個々に専門としている分野を前置詞として置く場合が多い（例として挙げるならば、「砲撃魔法」を専門とする者は「砲撃魔導師」、「結界魔法」を専門とする者は「結界魔導師」と呼ばれている）。A's以降で判明する事だが、「魔導師」とは主に「ミッドチルダ式魔法」を用いる者を指す単語である事が分かる（スバル・ナカジマとギンガ・ナカジマはベルカ式だが例外的に魔導師となっている）。
陸戦魔導師
飛行技能を持たない魔導師の総称で、ほとんどの魔導師は当初ここに含まれる。航空武装隊の魔導師も最初は陸戦魔導師から始まる場合が多い。
射撃型魔導師
射撃・砲撃型の攻撃魔法を得意とし、広域にかけて攻撃、援護を行う魔導師の総称。なのはは「足は止めて視野は広く、あらゆる相手に正確な弾丸をセレクトして命中させる判断速度と命中精度」が射撃型魔導師の真髄だと語った。
召喚魔導師
召喚魔法を専門に扱う魔導師の総称。ミッドチルダ式とベルカ式の双方に存在しており、キャロはミッドチルダ式ベース、ルーテシアはベルカ式ベースの召喚魔導師となっている。また、召喚という魔法の性質上、優れた召喚魔導師は転送系魔法のエキスパートでもある。

使い魔（つかいま）
「魔導師」が使役する一種の人造生物の総称。
多くは元々存在した動物を素体とし、死亡直前、又は直後の体に人工の魂を憑依させる事で造り出す。素体となった動物の記憶を多少なりと引き継ぐ場合もあり、フェイト・テスタロッサの「使い魔」であるアルフは「使い魔」となる前の記憶を有していた。契約（自らを所有する「魔導師」との提携）した「魔導師」の「魔力」を消費して存在を維持しており、その能力が高い程消費量も多いらしい。故に優秀な「使い魔」を持つ事は優秀な「魔導師」である事の証明であり、一種のステータスとなっている。
本来は一定の目的を達する為に作成・設定される事から往々にして使い捨てられる傾向にある様だが、本編に登場する「使い魔」はいずれも優秀かつ契約主を敬愛しており、互いに良好な関係を築いている。
なお、使い魔や後述の守護獣の大半は武器の扱いが苦手で、格闘や基礎的な射撃魔法が主な戦い方となっている。
精神リンク（せいしんりんく）
複数人の精神を繋げ、その感情を共有するシステム。多くは「魔導師」と「使い魔」の間に見られ、「使い魔」が「魔導師」の感情を察知する為に用いられる。
バリアジャケット
「魔力」によって構成される一種の防護服。これも一種の魔法であり、大気や温度等の劣悪な環境だけでなく、「魔法」や物理的な衝撃などからも着用者を保護する。そのデザインは着用者のイメージによって決定されるが、着用者以外によるデザインの調整も可能。これは一般にバリアジャケットの生成・維持管理はデバイス（後述）に行わせている場合が多く、その形状などもデバイスに格納されている情報に大きく依存する為。一般魔導師のジャケットがほぼ同一形状であったり、StrikerSの新人フォワード一同が初めて装着した際に驚いたのもこれに起因する。
ベルカ式魔法
『A's』から登場した、ミッドチルダ式とかつて双璧を為した魔法の体系。
対人戦闘を前提とした瞬発力に重点を置いており、射程や範囲などはある程度度外視されている。ベルカ式カートリッジシステムは更なる瞬間出力向上の為に開発された。その多くは肉体やデバイスの強化に用いられ、非常に高い個人戦闘力を誇る。一方、魔力を直接射出・放出する事は基本的に不得手だが、デアボリックエミッションの様な広域攻撃魔法や、クラールヴィントの様な支援に特化したデバイスも存在している。
かつてはミッドチルダ式と共に隆盛を誇ったが、先天資質に対する依存が大きいこと、カートリッジシステムの扱いづらさ、ベルカの崩壊等から衰退した。
『StrikerS』でミッドチルダ式魔法をベースにエミュレートで再現した「近代ベルカ式」が登場した。これと区別するために純正のものは「古代ベルカ式」と呼ばれる。その仕様故にミッド式とも相性が良く、一部は並行習得も可能。
近接戦闘向きの特性からか、これを操る「騎士」（後述）は何らかの武器や装具を模したアームドデバイスを使用することが多い。
騎士
ベルカ式魔法を扱う者の中でも、特に優れた術者が冠する種名。
具体的にどの程度の力量から「騎士」と呼ばれるのかは不明だが、魔導師ランク陸戦Bのエリオ・モンディアルが「騎士」となっている。
守護獣
ミッドチルダ式でいうところの「使い魔」のこと。作中ではザフィーラがこれに該当する。
魔導騎士
八神はやてが有する称号。
騎士甲冑
ミッドチルダ式でいうところのバリアジャケットと同じく、騎士が身に纏う防護服。「騎士服」という呼称もある。なお、『A's』本編に登場するヴォルケンリッターが身に纏う騎士甲冑は、主である八神はやてがデザインしたもの。
稀少技能（レアスキル）
通常の魔法の他に保有する特殊な固有技能。主に古代ベルカ式を使用する者が保有する。
魔導師ランク（まどうしらんく）
「魔導師」個人の資質と実力による能力の階位。なお、魔導師と付いてはいるが、ベルカ式を使う騎士についても同一の尺度でランク付けされている。
階位は上から、SSS、SS、S、AAA、AA、A、B、C、D、E、F、となっているが、より詳細な階位分けとして「+」と「−」による分化がある（AAA+、AAA、AAA−等）。なのはの「S+から2.5ランクダウンでAA」という発言と、シグナムなどのS-などの「-」の階位分けが矛盾している。
個人の実力を判断する目安となっており、重要な役職には相応の能力が求められる以上、その重要度に比例した高い「魔導師ランク」が必要になる。保有ランクに不相応の「魔力」や技術を突然得た場合、高いランクを直接与えられる事もあるようだが、基本的にはランクアップは試験によるもので、試験免除で高いランクを与えられる事は例外である。また試験に落ちても、特別講義を受け再試験を受ける機会が与えられることがある。これらの特例は、試験が2〜6ヶ月の間隔をおいて実施される事に因る。
初期は魔力量や魔法の運用技術を総合評価して決定されるという強さの指標を思わせる設定になっていたが、『StrikerS』以降は達成可能な任務規模の指標であって試験が優先で個人の強さとは直接関係しないということになり、シリーズ中でもとくに紆余曲折が見られる設定の一つである。
魔力
魔法を発動する為に消費される力。大気中に漫然と満ちている魔力素という原素をリンカーコアによって吸収、エネルギーとして加工したものが魔力である。魔法発動により消費されても全てが消滅するという訳ではなく、余剰分が周囲に霧散したり、魔導師やデバイスに残留する部分もある。
リンカーコア
大気中の魔力素を吸収して、体内に魔力を取り込む魔法機関。魔法を扱う者は皆、体内にこれを持つ。『A's』でその存在が確認された。特徴は、なんらかの理由でこのリンカーコアが破壊されたもしくは敵にリンカーコアそのものを奪われたとしても、再生することがある点や特に年齢が若い者はその再生速度が速まる点。
魔法陣
魔法を使用する多くの場合、使用者の足元に発生する光の紋様。魔力素を固定することで、魔法の発動を助ける図式である。使用する魔法の属している体系によって浮かび上がる紋様が、そして使用者によってその紋様の色が異なる。ただし「召喚魔法」は独立した魔法体系ではないが、例外的に特有の魔法陣を持つ。また、ある程度の物理的な影響力を持っており、足場としても使用する事が出来る模様で、シールド系防御魔法を展開する際にはその盾面がこの紋様を描く。
ミッドチルダ式の魔法陣は、二重の正方形を中心に配置した真円形（『The MOVIE 1st』では、魔法陣にかかれている文字など細部形状が異なり、機械的な形になっている）。古代·近代ベルカ式の魔法陣は、各頂点で小さな円が回転している正三角形をしている。召喚魔法の魔法陣は正方形にベースとなるミッド式・ベルカ式をアレンジした特殊な形をしている。
『StrikerS』で登場する戦闘機人がインヒューレントスキル（IS）を使用する際にも魔法陣に似た光の紋様（大小様々な円がそれぞれの中心点を持って動き回る）が現れるが、ISは魔法ではない為か、こちらは技官のマリエルに「魔法陣状のテンプレート」と呼ばれており、魔法陣とは似て非なるものであるらしい。また、『Force』で登場するEC因子適合者がゼロエフェクトなどを使用する際にも特有の紋様（真円形であるがミッドチルダ式の魔法陣とは異なる紋様が描かれている）が現れる。また、『-THE GEARS OF DESTINY-』で登場するフォーミュラ・エルトリアの使用者が魔力を使用する際にも同様に特有の紋様「フォーミュラプレート」（円の一部が尖った形状）が現れる。
魔力変換資質
魔法によるプロセスを踏まず、魔力を別のエネルギーに変換する事が出来る能力。
本来魔力によるエネルギーの発生（発電や発火等）には魔法というプログラムによる組み替えが必要とされるが、この資質を持つ者は魔法を介さずにエネルギーを発生させる事が出来る（その代償なのか、この資質を持つ魔導師は純粋な魔力攻撃は不得意になる傾向があるようだ）。また、ひとりで複数種のエネルギー変換能力を持つ事は稀で、大抵の者は一種類のエネルギーにしか変換できない。
現在作中で確認されている属性は「炎熱」と「電気」であり、資質保持者であるシグナムとアギトは魔法抜きで魔力を炎に、フェイト・T・ハラオウンとエリオ・モンディアルは電気に変換できる。『Vivid』で登場したリオ・ウェズリーは、「炎熱」と「電気」の両方の変換資質を持つ。
非殺傷設定
物理破壊を伴わない魔力衝撃で、敵を死傷させずに攻撃すること。
ただし子供の目のような柔らかい器官は傷つけてしまうことがある。

### 魔法の分類

#### 攻撃魔法
射撃
小規模な遠隔攻撃魔法の総称。「誘導制御型」「直射型」「物質加速型」がある。
砲撃
大規模な遠隔攻撃魔法の総称。「直射型」「誘導制御型」「集束型（最高難度のエクストラスキル）」がある。
魔力斬撃
命中対象を切断する特性を帯びた魔力による攻撃魔法の総称。
遠隔発生
使用者から離れた場所で発動する魔法の総称。
広域攻撃
一定空間を攻撃で包み込む空間単位攻撃魔法の総称。
魔力付与攻撃
魔力によって強化、あるいは何らかの効果を付随した武器や肉体による攻撃の総称。ベルカ式魔法の基本。

#### 防御魔法
バリアタイプ
使用者を中心にして球状の障壁を発生させ、全方向に防御を展開する魔法の総称。
シールドタイプ
平面の障壁を発生させて一方向のみ防御を展開し、受け流す魔法の総称。
フィールドタイプ
使用者の全身を覆う形で発現する防御魔法の総称。バリアジャケットや騎士甲冑もこれの一種。

#### 捕獲系魔法
バインドタイプ
魔力の帯で対象を縛って捕縛する魔法の総称。
ケージタイプ
魔力で一定空間を区切り、相手をその内部に閉じ込める魔法の総称。

#### 結界魔法
サークルタイプ
魔力で発生させた魔法陣の内部にのみ効果を発揮させる魔法の総称。
エリアタイプ
魔力で広域の空間を占領する魔法の総称。

#### 補助魔法
インクリースタイプ
魔力によって対象を治癒、あるいは能力を強化する魔法の総称。
デクラインタイプ
魔力によって特定の効果を破壊、あるいは減衰させる魔法の名称。魔法そのものは破壊不可能。
移動魔法
使用者単体では行使出来ない移動を行う魔法の総称。飛行や転移はこれに含まれる。
変身魔法
使用者の容姿を別のものに変化させる魔法の総称。
念話
魔力によって自分以外の相手と交信する魔法の総称。

#### その他の魔法
これらの魔法は『StrikerS』以降より本格的に登場した。
幻術魔法
『StrikerS』から本格的に登場した魔法の一種。初登場は『A's』第9話で、リーゼ姉妹が隠密行動に使用した。
魔力によって他者の認識行動を妨害する魔法の総称で、「虚像発生」や「姿の透明化」の効果が該当する。しかし魔力の消耗が激しい割に虚像は攻撃を受けると消失（又は点滅）、透明化は数秒しか持続しないと使い勝手が余り良くなく、その為か習得希望者・使用者は非常に少ない。
召喚魔法
『StrikerS』から本格的に登場した魔法の一種。初登場は漫画版A's、この時点では魔法陣はミッドチルダ式通常のもの。
自分以外の物体、生物を任意の場所に出現させる魔法の総称。ベースとなる魔法体系ごとに異なった、召喚魔法でのみ使用される独自の魔法陣を有しているのが最大の特徴。通常の召喚魔法は召喚された対象を操る効果はなく、対象が生物の場合は改めて依頼し、無機物の場合は操作の魔法と組み合わせる必要があるが、『ViVid』に登場するコロナ・ティミルの召喚魔法は、通常の召喚魔法とは異なり、コアとなる端末に魔力を込めて練った物質を望む形に変えて、自在に操れる。
身体操作魔法
『ViVid』から本格的に登場した魔法の一種。
自分、または他者の肉体を意のままに操作する魔法で、特定の行動を設定して相手の攻撃に対する自動反撃に用いるケースもある。しかし、発動に僅かながらでもタイムロスが発生するのが欠点で、瞬間の攻防ではこの事が勝敗を分ける要因にもなりうる。完全外部操作ではこういった欠点は無くなるようだが、代わりに膨大な魔力制御のためのリソースを必要とし、それよりも限界を超えて酷使される自身の肉体の損傷や部位欠損を無視してまで行動出来るため、使用者の命にも関わる危険性を孕む。
物質生成魔法
『Force』から本格的に登場した魔法の一種。
魔力で質量物質を生成してそれを敵にぶつける魔法。形成された物質はもはや魔力では無いため、AMFやゼロエフェクトなどの魔力無効化フィールドの影響を受けず有効打となりうるが、管理局にとっては違法魔法に分類される物の一種であるがゆえに使用には安全確保や使用する理由などの複数の許可が必要。

## デバイス
本作におけるデバイスとは、魔導師が魔法使用の補助として用いる機械である。
その用途によって専攻があり、一分野に特化した機種が幾つか存在している。登場した機種は、『A's』までで「インテリジェントデバイス」「アームドデバイス」「ストレージデバイス」「ユニゾンデバイス」の4種。『StrikerS』で「ブーストデバイス」が追加され5種に。4期シリーズの『Force』にて、さらに「ディバイダー」「リアクター」「武装端末」「コンバットギア」が追加された。より大きな区別として、機体のAIに人格を搭載して意思と判断力を与える「人格型」と、AIに人格を搭載せずにシステム作動に特化した「非人格型」の2種類が存在している。特に「人格型」は、使用を続けるうちにその使用者に対して機能や判断を最適化していくため、逆に他者には使いにくくなり、結果的に使用者専用のものとなる場合が多い。
基本的には魔法の発動媒体として用いられるが、剣などの接近戦用武器としての機能を有した機体も多い。また自己修復機能を有しており、軽微な損傷なら修理に出す必要は無い。高度な魔法の使用はデバイスに大量の熱を蓄積させてしまう為、それを逃がす排熱機構が完備されている。ベルカ式カートリッジシステムを搭載して魔力のブースト機能を得ている機体もある。
デバイスの特徴の1つとして、物理的にはありえないような「変形」をすることが挙げられる。ほぼ全てのデバイスが、少なくとも携帯時（カードやアクセサリを模した形といった、持ち運びし易い形状が多い）と通常使用時の2つの形状を持ち、さらに上級機になると、使用時の状況によって最適な複数の形状を使い分けている。なお、最も変形パターンが多いのは、レイジングハート・エクセリオンの6パターン。

### デバイスの種類
インテリジェントデバイス
人格型AIを搭載することによって高い自意識を獲得した機種。所有者のサポートに主眼が置かれており、自律機能や祈願型プログラムを搭載した事でデバイス単独での魔法発動を可能とし、会話や助言で精神面からも所有者を支える。しかし、所有者が未熟だとデバイスに逆に振り回される。
魔法の発動媒体としての能力に主眼が置かれているので、アームドデバイスよりも脆弱な構造。4期シリーズのVividではハイブリッドインテリジェントデバイスという機種も登場している。
ストレージデバイス
最も広く扱われている機種。名前の通り魔法情報を蓄積したりそれを使用するのに必要な機能に特化されており、純粋な道具として所有魔導師が魔法を扱うための媒体となる。大抵、非人格型AIが搭載されている（あっても簡易人格くらい）。簡素な構造だけに俊敏な応答性能を誇り、使用者の実力がそのまま能力に反映されることになる。それと引き換えに補助機能が少ない場合が多いが、中にはある程度の自己判断機能を備え、オーバーSランクの魔法を発動する高級品も存在する。またアマチュアの自作品も存在しており、性能の低い簡易品は「簡易ストレージデバイス」と呼ばれる。
ストレージデバイスの中でも特に魔導書型は破格（通常ストレージデバイスをフラッシュメモリとするなら、ハードディスクほど）の記録容量を誇るが、それだけに応答性がかなり悪く、収録された魔法を迅速に使用するためには別の管制デバイスが必要となる。
アームドデバイス
『A's』より登場。格闘戦が得意なベルカ式魔法に合わせた性能の機種。その名の通り何らかの武器形状をした物が多く、強固な構造をしている。A's当時は守護騎士達の持つベルカ式アームドデバイスのみの登場だった。StrikerS以降の作品ではアームドデバイスも複数登場するようになり、ミッド式アームドデバイスと明記されている物も登場している。搭載AIには人格型と非人格型の2種が存在する。通常のデバイスと異なり、魔法の発動は主に機体そのものを武器として変形させたり、使用者およびデバイスの能力強化によって果たされる。ほとんどの機種がカートリッジシステムを搭載している。
ユニゾンデバイス
『A's』終盤で登場した機種で、「融合型デバイス」「融合騎」とも呼ばれる生命体型デバイス。デバイスではあるが生物でもあり、飲食や投薬も可能。一個体として他のデバイスとは比較にならない自己を確立しており、一人の登場人物として所有者（ロード）と離れて独自行動を行ったり、魔導師と同じように魔法や別のデバイスを扱って戦う事が出来る。
ロードと融合を果たすことによって驚異的な能力向上を果たすが、ロード側にも融合に適した素養が求められる。融合すると、ロード側のバリアジャケット・髪・瞳の色や外見などが変化する。適合度の低い者との融合も可能だが、相性が悪いため能力向上の度合いは低く、デバイス側の支配権が強くなって（あるいは融合に失敗して）「融合事故」を引き起こし周囲を巻き込んで破滅する可能性がある。デバイス側の支配権が強いほどデバイス側の容姿が色濃く反映されることになる。
姿は飛行能力を有した小人型（約30cm）が最も多い。闇の書の意志のようにサイズが人間大のユニゾンデバイスも稀に存在するが、小人型のユニゾンデバイスよりも扱いが難しくなり暴走事故を引き起こしやすい。小人型のユニゾンデバイスは魔法によって通常の人間サイズになる事ができるが、この状態は燃費が良くないとの事で『StrikerS』では大抵の場合通常形態の小人型のままであった。デバイスの外観は成長しないが、誕生直後は精神や知識が子供並で、そちらは人間と同じように育つ。
『-THE BATTLE OF ACES-』で通常とは逆にユニゾンデバイスに魔導師や騎士が融合する方法も明らかにされたが、リインフォース曰くこれは最期の手段であり、これを行った魔導師や騎士は体力を著しく消耗する。
現在登場しているのは闇の書の意志（リインフォース）、リインフォースII、アギトの3人。
ブーストデバイス
『StrikerS』から新たに登場した機種。魔力射出・射出魔力制御の補助という特性を持つデバイス。そのためブースト系魔法と相性が良い。これに該当するケリュケイオンとアスクレピオスはどちらもグローブ型。使用者が少なく、現在登場している使用者はルーテシアとキャロの2人だけ。
ディバイダー
リアクター
武装端末
コンバットギア
詳細は魔法戦記リリカルなのはForceを参照。

### デバイスの用語
蒐集（しゅうしゅう）
闇の書が持つ機能の1つで、リンカーコアを吸収する機能。一度蒐集した相手からもう一度蒐集することはできない。
闇の書はこれによって自らを完成させていき、完成時には今まで吸収したリンカーコアが使用経験のある魔法を扱えるようになる。ただし、魔法使用に必要な個人技能の吸収までは不可能。
ベルカ式カートリッジシステム
作中ではベルカ式が省略され、カートリッジシステムやカートリッジと呼称される場合が多い。
ベルカ式魔法の最大の特色で、前もって魔力を込めたカートリッジ（弾丸型）をロードし、使用者の魔力を一時的にブーストすることで、その者が本来持つ力以上に魔法の効果を高めるシステム。魔道師としての実力が非常に高いなのはやフェイトですら、このカートリッジシステムを用いた戦法を取るヴィータやシグナムと初めて交戦した際には全く歯が立たずに戦闘不能へ追い込まれた。使用魔法の威力の度合いに応じてブーストによるカートリッジの使用量が異なるほか、デバイスの変形にも用いられる。
なのはやフェイトは主に「魔力」の底上げに使用するが、ヴィータやシグナムはデバイスの変形や魔法発動の補助として用いるため、魔力消費自体は使用者本人のものである。ただし、カートリッジに込める魔力は必ずしも使用する術者本人のものである必要はない模様（『A's』劇中では、守護騎士たちが使用するカートリッジへの魔力注入は全てシャマルが担当していた）。
使いこなせば有効なシステムであるが、『A's』の頃はまだ研究が不足していた分野だったため、搭載すると反動によるデバイスの破損リスクが大きくなることや、ブーストによって術者にも大きな負担を強いることを理由として、ほとんど奨励されていなかった。『StrikerS』の頃には実存する古代ベルカ式のアームドデバイスであるレヴァンティンとグラーフアイゼンの解析によって研究が進み、ミッドチルダ式に合わせた改良が行き渡っているため、設計段階からカートリッジシステムを搭載したインテリジェントデバイスも登場している。『A's』の6年後には訓練校入学前のティアナがアンカーガンを自作している。『StrikerS』以降の作品では通常システムとして登場しており、『Force』でも大半の武装端末に組み込まれている。
以下は『A's』で登場するカートリッジの装填方法と部品名。
- レイジングハート・エクセリオン - 6発式オートマティックのマガジンタイプ（部品名は「CVK792-A」）
- バルディッシュ・アサルト - 6発装填のリボルバータイプ（部品名は「CVK792-R」）
- グラーフアイゼン - 手動での直接装填（部品名は不明。一度の最大装填数は4発）
- レヴァンティン - 手動での直接装填（部品名は不明。本編中で連続で3発使用している）

融合事故
ユニゾンデバイスにのみ起こりうる事故で、ユニゾンデバイスが量産化されなかった最大の原因。
デバイスが所有者を乗っ取り、その行動を操る事態を指す。闇の書が完成時に所有者を乗っ取り暴走するのが代表例。闇の書の場合、大規模破壊をもたらす暴走の果てに所有者は必ず死亡する。
マイスター / ロード
『StrikerS』から登場（ただし、「マイスター」は『A's』最終回でも使われている）。どちらもユニゾンデバイスにまつわる人間の、管制人格側から見たときの呼び名で、マイスターは開発者、ロードは所有者に対して用いられる。

### 登場するデバイス

#### 『第1期』から登場
レイジングハート
声：ドナ・バーク
元々はユーノが遺跡で偶然入手した出自不明のデバイスで、なのはと出会うまで誰もマスター認証しなかった。なのはをマスター認証して以降は彼女専用のインテリジェントデバイスとなる。
祈願型プログラムによって、基本的な防御・攻撃魔法は願うだけで発動するが、TV版ではジュエルシード封印時などには“呪文”が必要となる。なのはの場合は、当初に設定した「リリカルマジカル」が呪文となっている。バトン状の杖《デバイスモード》を基本とし、射撃時には先端が音叉状に変形して《シューティングモード》となり、ジュエルシード封印時などの最大出力用には光の翼を3枚展開する《シーリングモード》へと変形する。
初期の頃のデバイスとしての外見は一般的な規格のものだったらしく、同形態のデバイスを持つ魔導師が多く確認されている。
現在まで具体的な出処については一切語られておらず、何時、何処で、誰が作ったのものなのかは不明である。
『A's』第1話でのヴィータとの戦闘で大破してしまう。
『The MOVIE 1st』ではアニメ版から形状・色が大きく変わっており、シューティングモードは《カノンモード》と名称が変更され、グリップを引き出す機構が追加された。シーリングモードはなくなったが、光の翼を展開するギミックは変っていない。
レイジングハート・エクセリオン
声：ドナ・バーク
通称「魔導師の杖」。ヴィータとの戦闘で大破したレイジングハートを修理し、さらにレイジングハートの希望でマガジン型のカートリッジシステム『CVK792-A』を搭載して完成したなのはの新デバイス。
形態のバリエーションは高機動中距離戦用の《アクセルモード》、砲撃重視の《バスターモード》、最大出力用の《エクセリオンモード》、《エクセリオンモード》の出力集中や突撃・至近距離、及び零距離攻撃に特化したストライクフレーム展開型の《エクセリオンモードA.C.S.》の実質4形態。なのはに返された時点ではフレーム強化がまだだった為《エクセリオンモード》は使用禁止（魔法の制御に失敗するとデバイスが破壊されるため）と言われていた。《エクセリオンモード》の特徴として、術者の限界値まで大幅に能力を上げる事が挙げられる。結局は物語終盤で使用し、大威力魔法を連発したが中破程度で済んでいる。『A's』漫画版のエピローグでは、団体模擬戦で《エクセリオンモード》を使用するなどフレーム強化で弊害は無くなった模様。しかし、それはあくまでもデバイス側に問題が無くなったというだけであり、なのは本人には激しい負担を強いており、それが原因でなのはは、入局2年目の冬のある任務先で未確認体と戦い、そのとき溜まっていた疲労と続けてきた無茶のせいで大怪我を負い、医者から再起不能の可能性まで言い渡された。
なのはとは「一心同体」ともいえる程に息の合ったコンビだが、双方無茶を厭わない（さらにカートリッジシステムで「無茶の効く」改良を施された）ところも共通するだけに、特にフェイトなどは心配を募らせている。
『StrikerS』本編でも、なのはの愛杖として10年以上変わらず傍らでその姿を見せている。前述の事件などを経て、見た目はそれほど変わらないが内部はかなり改良されており、《エクセリオンモード》に代わるリミッター解除時に使える改良型モードとして、《エクシードモード》が追加されている。エクシードモード時には、バリアジャケットも普段とは異なる形状に変化する。さらに、最終決戦時に使用した《ブラスターモード》という《エクセリオンモード》を超越した特殊な強化形態があり（強化状態に応じて、1から3までの3段階に分けられる）、ブラスターモード以降は本体とリンクして相手を攻撃する浮遊ビット、《ブラスタービット》が現れる。ただし、体力の消耗は以前よりも激しい為に長時間の連続使用は不可能に近く、ブラスターモードはエクセリオンモードとは違い、なのはだけでなくレイジングハートにも負担をかけており使いすぎると、レイジングハートが壊れる危険性もある。
『Force』では、AEC武装「ストライクカノン」「フォートレス」の運用時に両手が塞がるなのはをサポートするため、レイジングハートが自ら申請した《単独飛行形態》（レイジングハート自身がブラスタービットと同じ状態に）を新たに追加している。
『The MOVIE 2nd A's』ではバスターモードが《バスターカノンモード》と名称が変更されて、エクセリオンモード時はバリアジャケットが変更される。
『Reflection』に登場するフォートレスモードでは杖の形を取らず、宝珠の形態で火器やバリアジャケットの管制・制御を行っている。またアミティエとシャリオの協力を得て、アミティエの持つフォーミュラの技術を移植している。

バルディッシュ
声：ケビン・イングランド
母プレシアの使い魔でフェイトの師でもあるリニスが、フェイトのために製作した専用のインテリジェントデバイス。
レイジングハートと同じく祈願型。発動すると斧型の《デバイスフォーム》を基本形態とし、状況に応じて鎌型の近接戦闘形態《サイズフォーム》、封印時に用いる槍型の《シーリングフォーム》に変形する。同名の武器が実在するが形状は別物である。フェイトの命令に対しては大抵「Yes Sir !」で応答、即座に実行する寡黙な性格。フェイトの癖や趣向を知り尽くした結果として、許可を問う事なく魔法起動や変形を実行することもしばしば。
『A's』第2話のシグナムとの戦闘で中破してしまう。
『The MOVIE 1st』ではアニメ版と形状が変わり、デバイスフォームは《アックスフォーム》と名称が変更され実在の同名の武器に近い外観を持ち、シーリングフォームは大魔法用の《グレイヴフォーム》と名称と設定が変更されている。
バルディッシュ・アサルト
声：ケビン・イングランド
通称「閃光の戦斧」。シグナムとの戦闘で中破したバルディッシュを修理しさらにバルディッシュの要望でリボルバー型のカートリッジシステム『CVK792-R』を搭載して完成したフェイトの新デバイス。以降、『A's』『StrikerS』の両作品を通して、10年以上、フェイトの側らで共に戦い続けている。
形態のバリエーションは汎用性に優れた長斧型の《アサルトフォーム》、近接戦闘に用いる鎌型の《ハーケンフォーム》、最大出力用の大剣形態《ザンバーフォーム》の3種類がある。レイジングハート・エクセリオン同様、フェイトに返された時点ではフレーム強化がまだだったが、使用する魔法の出力や破壊力の違いからか、なのは程念を押されてはいなかった。
『StrikerS』では上記に加え、さらに《ザンバーフォーム》を強化した《ライオットフォーム》が登場している。
なお、名称は公式に上記の通りバルディッシュ・アサルトとされているが、使用時の形態によってバルディッシュ・ザンバー（ザンバーフォーム時）等名称が変化する。
『Force』では、管理局が開発を進めている「第五世代デバイス」の実験機として大幅な改良が加えられ、ライオットブレード（ライオットザンバー・スティンガー）は状況に応じて一刀、二刀流、二刀流から連結したダブルブレードに切り替えられる《ライオットブレードII》に、ライオットザンバー・カラミティはオーバースペック化した「対艦/空域制圧」レベルの能力を持つとされる《ライオットザンバーII》に変更されている。
『The MOVIE 2nd A's』ではアサルトフォームが《ブローヴァフォーム》、ハーケンフォームが《クレッセントフォーム》と名称が変更されている。

S2U
声：久川綾
クロノが使用するストレージデバイス。インテリジェントデバイスのような自律機能や祈願型プログラムはないが、余計なシステムを介さない分処理は高速で、クロノの技量と相まって目ざましい活躍を見せる。
原作では、読み方は「Song・To・You（ソング・トゥー・ユー）」と呼ばれていたが、アニメでも同設定かは不明。そちらではリンディが制作しクロノに贈ったという設定があり、ボタン一つで名刺大の大きさの収納形態に変形する。
上述の設定を意識したファンサービスのためか、ユニゾンデバイスとアスティオンを除けば母語話者ではない声優が担当する唯一のデバイスだが、喋ったのはTV版『第1期』のみで以降の作品では一切喋らない非人格型になっている。また、待機時にはカード型に変形する。
デバイスにあまり頼りたがらないクロノの好みもあり、モードチェンジなどの変形機構は有さず極めて質実剛健である。
『A's』の終盤で、クロノがデュランダルを使用するようになって以降は登場していないが、『A's PORTABLEシリーズ』では通常時はこちらを使用している。

#### 『A's』から登場
グラーフアイゼン
声：柿原徹也
通称「鉄（くろがね）の伯爵」。ヴィータが使用するアームドデバイス。
カートリッジシステムによってレイジングハートを大破させる程の出力を発揮する。基本形態のハンマー型の《ハンマーフォルム》、鋭いピックをロケット噴射で相手に打ち込む《ラケーテンフォルム》、ヘッド部を巨大化させた《ギガントフォルム》に変形し、『StrikerS』では上記に加え、《ラケーテンフォルム》を巨大化させた上にピック部分がドリルになった《ツェアシュテールングスフォルム》が追加された計4形態。ベルカ式の特色として攻撃は変形と強化が主となっている。また、グラーフアイゼンは能力補助に長けており、攻撃以外にも結界やかく乱といった補助系魔法も発動する、汎用性の高い機体である。
『StrikerS』第17話ではゼストとの戦闘で破損し、第25話では《ツェアシュテールングスフォルム》でゆりかごの動力炉を破壊するも、これまでの激戦で酷使されてきた為に大破してしまう（最終話には緊急修復され、しばらく後ヴィータが怪我から復帰した際には完全修復が完了していた）。
『The MOVIE 2nd A's』ではラケーテンフォルムのロケット推進器が3基に増設され、それぞれが稼働する事で細かい軌道修正が可能になっている。
レヴァンティン
声：柿原徹也
通称「炎の魔剣」。アームドデバイスにしてシグナムの愛刀。
グラーフアイゼンと同じくカートリッジシステムを搭載し、初戦においてフェイトを圧倒、バルディッシュを中破に追い込んだ。通常形態の片刃の長剣《シュベルトフォルム》から、連結刃と呼ばれる刃を備えた鞭《シュランゲフォルム》へ、また鞘と剣を一体化した弓矢型の《ボーゲンフォルム》へと変形する。刀身に魔力を込めて炎を纏わせて両断する「紫電一閃」はシュベルトフォルム、刃に魔力を乗せる中距離攻撃「飛竜一閃」はシュランゲフォルム、刀身を流用して生成した矢を射出する「シュツルムファルケン」はボーゲンフォルムでのみ使用可能。
シグナム自身の戦い方もあってか、ボーゲンフォルムは滅多に使用しない。
『Force』第7話ではサイファーとの戦いで刀身が砕かれ大破してしまう。その後修理に入り、重傷で入院したシグナム共々しばらく出番が無かった。
クラールヴィント
声：サンドラ・ヘフェリン
通称「風のリング」。シャマルの使用するアームドデバイス。
指輪状の《リンゲフォルム》と振り子型の《ペンダルフォルム》に変形する。カートリッジシステムを持たず武器としての能力も無いに等しいが、治療や通信、さらに転送等の支援用途で本領を発揮する。また、シャマルの用いる特殊な魔法「旅の鏡」によって、直接リンカーコアを摘出する事も出来る。『A's PORTABLEシリーズ』では、接近戦時に《ペンダルフォルム》の振り子部分を複数同時にぶつける戦法がある。
デュランダル
声：トーマス・キング（『A's』）、ワイン・ドスター（『The MOVIE 2nd A's』）
「氷結の杖」の二つ名の通り、凍結系の魔法に優れるストレージデバイス。『A's』時点での最新技術の粋を集めて作られている。グレアムらによって開発され、はやてもろとも闇の書を凍結封印する為に用いられる予定だったが、計画の露見を期にクロノに託され、対「闇の書の闇」戦では決戦の要として運用された。簡易な人格型AIを有しており、状況に合わせた自己最適化や簡単な受け答えも可能（この時は「OK Boss」と発言している）。
闇の書を封印する為、オーバーSランクの広域凍結魔法「エターナルコフィン（永遠の棺）」が使用出来るよう造られている。また、凍結系の魔法に絶対的な強化を施す機能を持つ。ただしその使用は凍結系の魔法に習熟していることを前提とする。
『A's PORTABLEシリーズ』ではフルドライブ発動時に使用しており、『-THE GEARS OF DESTINY-』では魔力の蓄積機能を有している事が判明した。
『The MOVIE 2nd A's』ではグレアムが登場しないために登場の経緯が変更されており、本編の11年前にクライドが闇の書をはじめとする対遺失危険物用のデバイスとして発注したものであるが当時は未完成だった。その後はリンディが所持していたがクロノに譲渡される。本体の杖以外に4つの浮遊ユニット（エターナルコフィンの魔力を反射、増幅させる機能を持つ）が追加されている。
闇の書
声：小林沙苗、サンドラ・ヘフェリン
第一級捜索指定がされている、最上級に危険な「ロストロギア」。
666のページを持つ黒い外装の書物型ストレージデバイスで、ユニゾンデバイスを管制人格にもつ。初期状態は全てが白紙だが、「リンカーコア」を吸収する事でページに文字が記載され、全てのページが埋まるとユニゾンデバイスとして本来の機能を発揮、所有者と融合して絶大な能力を与える。しかしこの際に必ず「融合事故」を引き起こすため、所有者は暴走の後に死亡、「闇の書」は初期状態に戻り次の所有者の下へと転移する。「リンカーコア」を吸収する機能は「蒐集」と呼ばれ、完成時は「蒐集」した「リンカーコア」が使用経験のある「魔法」を行使出来る様になる。全てのページが埋まる前に魔法を発動させた場合、埋まっていたページの一部は白紙に戻る。
破壊・改竄を加えても即座に修復する「無限再生機能」とエース級魔導師と同等以上の戦闘力を持つ「ヴォルケンリッター」を発生させて「闇の書」本体や所有者を守らせる「守護騎士システム」、そして何よりも、本体の消滅や所有者の死亡をトリガーにして新たな主たる資質を持つ者の下に転移再生する「転生機能」がある為、完全破壊は不可能とされていた。
ページを埋める為に人間・人外を問わず多大な被害を出し、最後には周辺の次元世界をも巻き込む程の暴走の果てに所有者すらも殺し（しかも完成に向けての蒐集を怠ると所有者の「リンカーコア」をも侵食して死に至らしめ）、転生によりすぐさま次の犠牲者を生み出す上、完成前のシステムに外部からの手が及ぶと所有者を吸収して転生するプログラムをも備えている為に覚醒前の封印も不可能であり、その凶行を完全に止める術が無い事から時空管理局では特に嫌忌されていた。
「闇の書」という呼称は真名が不明だったために管理局が付けた仮称に過ぎず、真の名前は「夜天の書」または「夜天の魔導書」。元々は各地の優れた「魔導師」や「魔法」を記録して半永久的に残す為に造られた高性能「魔法」記録装置（本編内では巨大ストレージと称する）であり、「無限再生機能」や「転生機能」は記録の劣化や喪失を防ぐ為の単なる「復元機能」でしかなかった。しかし歴代の所有者の誰か（又は複数）が行った改変の末に暴走を起こし、「防御プログラム」を始めとする各種機能が破損・変質した結果「魔法」の記録と保存という本来の目的も歪み、「リンカーコア」蒐集を所有者に強要、最後にはその命をも奪ってしまう悪辣な存在へと成り果ててしまった。
その後も強大な力に魅せられた者や不運にも選ばれてしまった者達の元で凶行を繰り返してきたが、八神はやての下に来た時にユニゾンデバイスとして新たな名「リインフォース」を授かり、融合事故の回避と暴走プログラム（闇の書の闇）の分離に成功、高町なのは等の協力によって暴走プログラムの停止を成し遂げた。だが、基礎プログラムの修正は不可能であり、いずれ「闇の書」として復活する事が不可避であると解ると、主を守る為に自ら消滅する道を選んだ。
『The MOVIE 2nd A's』では、防衛プログラムは「ナハトヴァール」と名称が付けられた。闇の書の意志が制御可能な時点ではパイルバンカー状の武器になって左腕に身に着ける。
リインフォースII（本体）
声：ゆかな（StrikerS、The MOVIE 2nd A's）、小林沙苗（A's最終話エピローグ）
『A's』で八神はやての手に残された「リインフォース」の破片を器にしてはやてが新たに生み出し、家族として共にあったユニゾンデバイス。ヴォルケンリッターの面々とも融合することが出来、ユニゾン・インするとバリアジャケットと瞳の色、髪の色が変化する。
管制人格としてのリインフォースIIの詳細については機動六課#リインフォースIIを参照のこと。
蒼天の書
元々はリインフォースIIが八神はやてと共有し、後に容量の増加に伴いリインフォースIIへ譲られたストレージデバイス。形状は闇の書と同じだが、表紙が蒼い。リインフォースIIが用いるに適したサイズとして出現するが、元々そのサイズだったのかは不明。
夜天の書
リインフォースIIへ贈った蒼天の書の代わりに八神はやてが新たに使用するストレージデバイス。旧「夜天の書（闇の書）」の外見を模して作られた。
リインフォースIIが管制を務めるユニゾンデバイスとしての状態と、融合無しで本体をストレージデバイスとして用いる状態の2通りの使い方がある。また、本体があくまで記録媒体のため、魔法発動用に「シュベルトクロイツ」というデバイスを付属品として備えている。
『Force』では、レイジングハート・エクセリオンと同じく《ブラスターモード》を組み込んでいる。

#### 『StrikerS』から登場
リボルバーナックル
スバル・ナカジマ及びギンガ・ナカジマが使用する拳装着型アームドデバイス。非人格型で喋る事も無い。
肘から先を覆う大型かつ重厚な篭手であり、手首の辺りに備えられた二重のナックルスピナーやカートリッジシステムによって攻撃力を上げる事が出来る。マッハキャリバー及びブリッツキャリバーが開発された際にそれらとのシンクロ機能が搭載され、収納と瞬間装着の機能も追加された。元々はスバルとギンガの母、クイント・ナカジマが使用していた物だが、彼女の死後は形見としてスバルが黒い右腕用、ギンガが白い左腕用を使用している。ただし、使用者が特性をインストールすると色も変化するため、クイントが使用していた時のリボルバーナックルのカラーはスバルとギンガが使用している時とは異なり薄紫と紫という色合いで、スバルが左腕用を装着したときも黒に変化した。
『Vivid』では学生時代からクイントがこのデバイスを使用している描写がある。
マッハキャリバー
声：江戸馨
スバル・ナカジマが機動六課より支給されたインテリジェントデバイス。スバル専用デバイスとしてシャリオ・フィニーノ達が開発した。
足首から下を覆うインラインスケート型、分厚い装甲と蒸気を吐き出すマフラーを備えた重厚なデザインで、待機形態はペンダントとなる。リボルバーナックルとはシンクロ機能で結ばれており、その制御を始めとして収納や瞬間装着もマッハキャリバー側で管理している。空中に道を作る魔法「ウイングロード」もデバイス単独で発動出来るが、これは先天性（インヒューレント）の魔法で術式も通常の物とはかなり違うため、シャーリー達は調整に苦労したという経緯がある。モード2《ギア・セカンド》は他のデバイスのように形態が変わらない。スバルとはお互いに「相棒」と呼び合っている。
戦闘機人の能力を暴走させたスバルからの負荷に耐える事ができず一度破損。その後、マッハキャリバー自身が考案したフレーム及び装甲等の特別強化プラン（代わりに魔力消費量1.4倍、重量2.5倍に増加）と、ファイナルリミット《ギア・エクセリオン》解除を施されている。
マッハキャリバーAX
『Force』から登場するマッハキャリバーの改良型。戦闘機人であるスバルの体質と、災害現場の救助活動に合わせてシャーリーがマッハキャリバーを再設計した。魔力無効化空間においても、その影響を極小まで抑えたパフォーマンスを発揮する。特務六課配属に際しさらに改良が行われ、AEC武装「ソードブレイカー」もシステムに組み込んで再調整された。

ブリッツキャリバー
声：ジョアンナ・デイ
機動六課からギンガ・ナカジマに譲渡されたマッハキャリバーの姉妹機。形状もマッハキャリバーとほぼ同じだが、こちらは白くやや丸みを帯びている。マッハキャリバーと同様にリボルバーナックルとのシンクロ機能がある。
ナンバーズにギンガが拉致された際は、AIユニットがいじられ、マッハキャリバーの応答も答えなかった。その後、ゆりかごに閉じ込められたなのは達の救出に向かう際、スバルに託され、左腕用のリボルバーナックルを召喚した。
クロスミラージュ
声：ジェイミー・スカイ
ティアナ・ランスターが機動六課より支給されたインテリジェントデバイス。ティアナ専用デバイスとしてシャリオ・フィニーノ達が開発した。
拳銃型でカートリッジシステムを搭載している。普段は複製と共に一対の状態で現れるが、本体の一挺のみの状態でも使用可能で、その状態はワンハンドモード（One hand mode）と呼ぶ。他に、近接戦闘用のモード2、《ダガーモード》も備えている。アンカーガンの空中移動機能も、魔力ワイヤーを飛ばす形にアレンジして継承している。待機時は金属製のカードとなる。
またミラージュ「蜃気楼」の名の通り、ティアナの高位の幻術魔法のサポート機能もある。
『StrikerS サウンドステージX』が初出のモード3《ブレイザーモード》は、ロングレンジ・大威力砲撃用に設定されていたが、JS事件時は訓練期間が短すぎるとの理由で変形機構を廃止して出力強化のみ行われていた。JS事件後に変形機構を復活させたが、その仕様のため複製を発生させる事はできない模様。
ストラーダ
声：柿原徹也
エリオ・モンディアル専用のアームドデバイス。
エリオの身の丈以上もある長槍型。穂先部分は左右に噴射機を備えた巨大な三角形となっており、分類としてはパルチザンの形といえる。カートリッジシステムを搭載しており、カートリッジロードや援護魔法による強化を受けると、噴射機が起動し推力を発生させる。待機時は腕時計となり、エリオは普段右手首に付けている。通信機能も搭載されており、中央にモニターが表示される。
ケリュケイオンと共に、マッハキャリバーやクロスミラージュより先に完成していたが、デバイスの使用経験が無かったエリオを慣れさせるため、基礎フレームと最低限の機能だけで渡されていた。だが、スバルやティアナに専用デバイスが与えられたのを契機に、本来の状態に戻された。《スピーアフォルム》を基本形態とし、フォルム2（ツヴァイ）である《デューゼンフォルム》は無数の噴射機を起動させて突撃力を飛躍的に高める形態で、ある程度の飛行も可能。フォルム3（ドライ）である《ウンヴェッターフォルム》はエリオの『電気変換』の能力を最大限に発揮させる為の形態である。
ケリュケイオン
声：江戸馨
キャロ・ル・ルシエ専用のブーストデバイス。
キャロの両手を覆うグローブ型をしている。複製を発生させて一対となるクロスミラージュとは異なり、こちらは両方共が本体であり、両手に装着しているのが常態である。待機時はブレスレットとなり、キャロは左手首に付けている。
ストラーダ同様にスバル達の物に先んじて完成していたが、デバイスの使用経験が無かったキャロを慣れさせる為、基礎フレームと最低限の機能だけで渡されていた。だが、スバルやティアナに専用デバイスが与えられたのを契機に、本来の状態に戻された。モード2でも形態が変わらない。
アスクレピオス
ルーテシアが使用するグローブ型のブーストデバイス。待機形態が存在しないのか、こちらは常にルーテシアの両手に装着されている。キャロのケリュケイオンに形状が酷似している。普段はルーテシアによって能力限定がかけられている。
元々はルーテシアの母、メガーヌ・アルピーノが使用していたデバイスである。
アンカーガン
ティアナが陸士訓練校時代から使用していた、自作の簡易ストレージデバイス。
カートリッジシステムを備えたデリンジャーに似た銃の形をとり、銃口の下にはアンカー射出機を備えている。アンカーと状態維持の魔法を組み合わせる事で行動範囲を広げる事が出来る。機動六課入隊後もしばらくは使用していたが、厳しい訓練で故障を起こす様になった為クロスミラージュと交換された。
ヴィンデルシャフト
シャッハ・ヌエラが使用するデバイス。双剣型で柄はトンファー状になっており、カートリッジもそこに搭載している。
ローラーブーツ
スバルが陸士訓練校時代から使用していた自作品。
インラインスケート型のブーツであり、魔力を通わせる事によって起動する。簡易デバイスだが、走行することがメインで他の機能はほとんど省略されている。機動六課入隊後もしばらくは使用していたが、厳しい訓練の中で故障した為マッハキャリバーと交換された。
ストームレイダー
声：ジョアンナ・デイ
ヴァイス・グランセニックのデバイス。操縦サポートや管制支援等のサポートを行う。元々は狙撃銃型で、武装隊に所属していた頃のヴァイスの愛機だった。彼が武装隊を辞めた後は機動六課の輸送ヘリに組み込まれ、ナビゲーターとして活躍していた。
通常時はドッグタグの様な形態をしている。ナンバーズの六課襲撃時にヘリは破壊されたが、ストームレイダー自体は回収されて最終決戦において本来の形で使用された。
ゼストの槍
声：サンドラ・ヘフェリン
ゼスト・グランガイツのデバイスで、正式名称は不明。
『StrikerS』第25話でシグナムに破壊された。
スカリエッティのデバイス
ジェイル・スカリエッティが使用したデバイスで、正式名称は不明。
右腕を覆うように装備されており、AMFに近い特性を持ったエネルギー糸を発生させ、相手を捕縛、切断する。
エネルギー糸が発生させる際に展開されるのが戦闘機人達と同じテンプレートとなっている。

#### 『ViVid』から登場
セイクリッド・ハート
高町ヴィヴィオ用にマリーが開発したハイブリッドインテリジェントデバイスで、愛称はクリス。ヴィヴィオが好きなうさぎのぬいぐるみの外見をしており、デバイス単体で行動・飛行する機能を持つ。この外見は可動可能な外装であり、クリスタル型のデバイス本体がこの外装に組み込まれている。人格型AIではあるが喋る機能は付いておらず、外装を動かして身振り手振りで意思を伝える。ハイブリッドインテリジェントデバイスの詳細に関しては、術式がベルカ主体のミッド混合のハイブリッド式ということ以外は不明。
バリアジャケットは通常時がかつての聖王モード時の物によく似たデザイン（上着の色が白になっている）で、訓練時に使うトレーナーのようなデザインも存在する。通常使用の際には大人モードになり、コンタクトモードというセイクリッド・ハートの全リソースを防御のサポートに費やして防御魔法を全体に展開する機能を持つ。外見を全く変えることなく強化することも可能。
ソルフェージュ
声：ジェイミー・スカイ
リオ・ウェズリーが所有するインテリジェントデバイスで、愛称はソル。待機形態はベルカ式の魔法陣が描かれた八角形のお守り（アミュレット）型でバリアジャケットは中華系の意匠を凝らしたデザイン。ヴィヴィオやアインハルトの変身魔法を参考にしてリオが独自に組んだ変身魔法が入力されており、使用時には大人モードになる。起動時は通常は姿を現さないが、状況に応じて剣の形態をとる。
リンナ、アイリンも同じ形状のデバイスを所持している。
ジェットエッジ
声：ジェイミー・スカイ
ノーヴェ・ナカジマがJS事件時に使用していた同名の固有武装を元に作られたインテリジェントデバイスで、人格型AIが搭載された事以外の機能はあまり変化していない。外観も、バリアジャケットデザインが違うものになっている事以外ほぼ同じ。待機形態はマッハキャリバーやブリッツキャリバーと同じクリスタル型。
マッハキャリバーやブリッツキャリバーと同様に、ガンナックルとはシンクロ機能で結ばれている。
ブランゼル
声：江戸馨
コロナ・ティミル用にルーテシア・アルピーノが開発したインテリジェントデバイス。待機形態は首飾りになる。
コロナのゴーレムの創製と操作の補助に特化した性能であり、武器としての機能は持ち合わせていない。
ゴーレムの創製と操作を行う時は短剣型の《tact from》、身体自動操作魔法「ネフィリムフィスト」使用時などゴーレムの創製や操作を行わない時は腕輪型の《wristlet from》に変形する。
アスティオン
声：阿澄佳奈
アインハルト・ストラトス用に八神家がセイクリッド・ハートを参考にして開発した真正ベルカ式のデバイスで、愛称はティオ。開発はリインがユニットベース、はやてがAIの仕上げと調整、アギトが外装を担当した。
外装はシュトゥラの雪原豹をモデルにしているとの事だが、見た目は完全に子猫のぬいぐるみ。AIは人格型だが、行動パターンは猫そのもので、言語も喋れず猫の鳴き声を発する。そのため、使用していない時は猫のように何かにいたずらしたり遊んだりしている（『-THE GEARS OF DESTINY-』では銀十字の書に執拗に噛り付き、書が実力排除を要請してリリィに却下されているシーンがある）。
デバイスの名称はクラウスとオリヴィエが死産した豹の子供に付けようとしたものであり、二人が好きだった小さな英雄物語の主人公の名前でもある。
ヘルゲイザー
ファビア・クロゼルグが所有する魔女箒（ウィッチブルーム）で、正確にはデバイスではないがDSAAインターミドルではデバイスとして登録している。
スターセイバー
声：江戸馨
ミウラ・リナルディが所有するインテリジェントデバイスで、待機形態は星型のワッペン。起動形態の形状は、両腕の手甲、両脚の脚甲を含めたバリアジャケット全体で構成される。
晴嵐
声：赤羽根健治
ミカヤ・シェベルが所有するアームドデバイスで、2本の刀で構成されている。ミウラとの試合において彼女に折られた。
パニッシャー
エルス・タスミンが所有するデバイスで、手錠型。待機形態は腕輪型になる。
ファンタズマ
シャンテ・アピニオンが所有するミッド式アームドデバイスで、ヴィンデルシャフトと同タイプという設定のため外見が良く似ている。
ブロイエ・トロンベ
ヴィクトーリア・ダールグリュンが所有するアームドデバイスで戦斧型。柄の中に仕込み型の光刃が内蔵されている。
レッドホーク
ハリー・トライベッカが所有するデバイスで、待機形態は指輪についたチェーンアクセサリー。起動形態は先端に分銅が付いた左腕に巻きつけるほどの長い鎖になる。リオに引きちぎられたが、なお力を失わなかった。

#### 『Force』から登場
スティード
スバル・ナカジマがトーマ・アヴェニールにプレゼントしたインテリジェントデバイスで、旅のサポート役であり相棒でもある。非戦闘用として作られており、攻撃魔法などの使用は不可能。代わりに撮影と観測に特化している。これまでの人格型AIより自律性が高く、飛行可能なため自由行動も出来るが、普段は両腕をくっつけてペンダント型になりトーマの首にぶら下がっている。また、共通言語を話せるよう作られているため、その豊富な語彙を駆使して人間並の日常会話も可能。ただし、念話は受信できるが精神感応を受信する機能は持っていないため、リリィの声は全く聞こえなかった。
『Force』第6話でアルナージに捕縛されて飛空挺フッケバインに連れて行かれた後、しばらくカレンと共に行動するよう要請されてヴァンデイン・コーポレーション襲撃に立ち会う。その後はカレンからはやてへのビデオメールを託され、特務六課に送られてトーマの元に帰還した。

#### 『-THE BATTLE OF ACES-』/『Reflection』から登場
ルシフェリオン
星光の殲滅者のデバイスで、闇の書の残滓がレイジングハート・エクセリオンを元に作り出したものである。火力特化のアレンジがされている。非人格型だが性能面はオリジナルとほぼ同等。
バルニフィカス
雷刃の襲撃者のデバイスで、闇の書の残滓がバルディッシュ・アサルトを元に作り出したものである。斧形態「クラッシャー」、薙刀形態「スラッシャー」、大戦斧形態「ギガントクラッシャー」、大剣形態「ブレイバー」の四形態を持つ。非人格型だが性能面はオリジナルとほぼ同等。
エルシニアクロイツ
闇統べる王のアームドデバイスで、闇の書の残滓がシュベルトクロイツを元に作り出したものである。闇の書を元に作り出した書物型のストレージデバイス、「紫天の書」（『-THE GEARS OF DESTINY-』にて名称判明）と対である。性能面はオリジナルとほぼ同等。

## 時空管理局
ミッドチルダが中心となって設立した数多に存在する次元世界を管理・維持するための機関。通称「管理局」。所属する者からは単純に「局」ともよばれる。ほかにも文化管理や災害の防止・救助を主な任務としている。実行部隊として次元航行艦船や武装隊などの強力な戦力を有しており、階級は自衛隊。『StrikerS』で組織詳細の描写によって、執行する機関とされており、強大な組織として描かれている。
なお、管理局局員は必ずしも全員が魔導師というわけではなく、魔導師ではない普通の局員や魔法を用いない部署も数多く存在している。管理局の魔導師は求められる技能レベルが高いため万年人手不足で、優秀な人物は積極的に採用している。たとえ重大事件の加害者側の人物でも、その後の更生が認められれば局員の道を開くなどして人員の強化に努め、実際にそれで多くの人材を補強している（例：フェイトや八神家、かつてのナンバーズなど）。局員になる年齢制限などは描写されておらず、優秀であるならばなのは達のように9歳の少女でも採用されて重要な任務を任される。また、クロノのように10代前半で執務官となり、20代で艦長に就任する例もある。
一方で『A's』や『StrikerS』で描かれたように内部は決して一枚岩ではなく、「自分たちの考える正義のためであれば犠牲もやむなし」という危険思想を持つ者が末端部のみならず上層部にもいる。また、警察・軍隊・裁判所といった治安維持や法務執行の機能全てを併せ持っている事は、見方を変えれば、「管理局という一つの組織のみの意向や都合によって、裁判等で被告人の有罪か無罪かを自由に取り決める事も出来る」という、ある種の危険な部分もあり、不足している魔導師の人材確保の為に前科のある人間でも積極的に採用する事が容易に可能になっている。例としてフェイトやナカジマ家に引き取られたナンバーズ達が代表的である。一度裁判を受けたものの後に管理局との関係性を深くしている。

### 部隊・部署
最高評議会
時空管理局の最上層部に君臨する「評議員」「書記」「評議長」の3人で構成される現管理局最高意思決定機関。旧暦の時代、いまだ統制の取れていなかった数多の次元世界を平定してそれを次代に託し、自分達も評議会を設立して見守り続けるため設立されたが、いずれも姿を見せないモニター越しであり、当初その正体は謎に包まれていた。現在ではあまり表には出て来なくなったがレジアス・ゲイズの行動を裏で指示し、アインヘリアルなどの新兵器の導入を進めていた。その真意は「優れた指導者」を自分達によって選び、自分達の導きで全次元世界を統治させようとする事が目的。しかし、そのために生み出したはずのジェイル・スカリエッティの裏切りにより全員が死亡した。
次元航行部隊
時空管理局の2大勢力のうちの片方。次元航行艦船を駆って多くの次元世界を行き来し、場合によっては直接事件に介入する部署。本部は次元の狭間にあり、本局とも呼ばれる。無限書庫もここにある。局内では「うみ（海）」と通称される。簡単に言えば広域のパトロールを担当する実行部隊。
地上部隊に比べると、明らかに上層部からは優遇されており、高レベルの魔導師のほとんどが航行部隊に集中し、装備、人員も優秀なものばかりが揃えられている。特に機動六課は、本局上層部と聖王協会双方の連携による支援で、他の部隊よりも強い権限を持っていた。
『1期』のPT事件や『A's』の闇の書事件は、本来は時空管理局の管理対象外世界（次元航行技術を持たず、他の次元世界を認識していない次元世界全般の事）である地球で発生したため、必然的にこちらの部隊の管轄となった。このため、『A's』まではもう一方の勢力である地上部隊はまったく登場しない。
地上部隊
時空管理局の2大勢力のもう片方。各世界に駐留して治安維持を務める部署。局内では「おか（陸）」と通称される。本部はミッドチルダだけでなく各管理世界にあるようで、Forceにおいてヴァイゼン地上本部の存在が確認された。
次元航行部隊と比較すると予算・装備・人員の質が劣っている等、上層部からは軽視され、地上本部側では何度か改善の要請を上層部に行っていたのだが、事件の規模が小さい等を理由に、無視され続けていた。
『StrikerS』の頃のミッドチルダ地上本部のトップはレジアス・ゲイズ。レジアスは地上本部よりもはるかに優遇されているだけでなく、希少技能を持つ人間ばかりを重要視し、優秀ならば前科のある人間でも積極的に取り入れる次元航行部隊側の形振り構わないに近いやり方に抵抗を感じているため、カリム・グラシアの予言や元闇の書の管理者である八神はやてに対して対応が厳しかった。
武装隊
戦闘が見込まれる事態が発生した場合、前線の戦闘員として出動する戦闘専門の魔導師が所属する部隊。
航空武装隊（航空魔導師専門部隊）
武装隊のうち、飛行技術を持つ空戦魔導師が多く所属する部隊。
陸士隊
武装隊のうち、飛行技術を持たない陸戦魔導師が多く所属する部隊。

陸上警備隊
詳細な描写はされていない部隊。
救助部隊
災害時の人命救助専門の、いわゆるレスキュー部隊。
教育隊
管理局に所属する人員の育成を担当する部署。これの上位に戦技教導隊が位置する。ここでは局員の育成を担当するという意味で、士官学校と陸士訓練校も同類として記す。戦技教導隊は所謂トップガンのような部署で、エース級が集まる部署である。
自然保護隊
各世界の自然保護と調査、密猟者の摘発に勤める部署。
古代遺物管理部
ロストロギアの探索・調査・確保を任務とする部署。その任務上、選りすぐりの優秀な魔導師が所属する部署である。ここに分類される部署は「機動○課」と呼ばれる。すでに一課から六課まで存在するが、一課から五課はいずれのシリーズでも登場していない。
機動六課
『StrikerS』本編にて、八神はやてが新設した部隊。その後、同作中で解散。

脅威対策室
本局でテロ鎮圧などを担当する部署。4期シリーズでは八神はやてがここに所属している。
特務六課
「エクリプス事件」に対応するため編成された臨時部隊。詳細は魔法戦記リリカルなのはForceにて。

N2R
『StrikerS サウンドテージX』にて登場した、スバル・ギンガ除くナカジマ家4姉妹のユニット名。
前衛をノーヴェとウェンディが担当し、ディエチが火砲支援、全ポジションが担当可能なチンクが指揮を担当する。
命名はチンクであり、名前の由来は海上隔離施設のブロックと部屋番号（N Block-02-Room）である。なお、この由来はノーヴェの希望で周囲には伏せている。
4人が身に着けているバリアジャケットは、スバルとギンガのバリアジャケットを模しており、全員濃い青を基調としている。ただしチンクのみ、上着はナンバーズ時代で身に着けていた灰色のコートとなっている。
『Force』では、ノーヴェ除く3人が、スバル・ギンガと共に特務六課に所属した。

### 施設
本局
正式名称は「時空管理局本局」。『A's』までではここのみが登場している。
『A's』までは、その名の通り時空管理局の本部だったが、『StrikerS』では設定変更され、時空管理局の2大勢力の一つ、次元航行部隊の本部とされた。
都市クラスの施設を内包する巨大なコロニーで、次元航行部隊の本拠地。「次元世界の監視と管理を行う」という次元航行部隊の主任務を象徴する為、全ての世界が存在している次元世界に建築された。無限書庫も本局の一施設。次元航行艦船の整備やオーバーホールはここで行い、アルカンシェルも普段はここに封印されている。
無限書庫
本局の一施設で、管理局の管理を受けている世界の書籍や情報の全てがストックされる、次元世界最大のアナログデータベース。「無限」の名の通り、書物は日々増え続ける。底が見えない長い縦穴型の施設で、壁は全てが本棚となっている。内部は無重力で、広さの割に移動に然程の問題は無い。だが余りの物量故にほぼ全てが未整理で、目当ての情報を得るにはチームを編成して年単位での調査がいる。しかし、『A's』にてユーノ・スクライアが持ち前の調査能力で施設を使いこなし、後に史上初の無限書庫司書長となった彼の指揮で、情報整理が開始された。
地上本部
地上部隊の本拠地。次元世界の一つにして時空管理局発祥の地であるミッドチルダに建てられた高層ビル群であり（そのため劇中ではミッドチルダ首都地上本部、首都中央地上本部とも呼称されている）、地上部隊に分類される部署のみの拠点。その施設には常時強力な障壁が展開されており、外敵を一歩たりとも侵入させない鉄壁として知られていた。第3管理世界ヴァイゼンにも地上本部が存在している。
軌道拘置所
無人世界の衛星軌道上に浮かぶ刑務所。それぞれ第6無人世界、第9無人世界、第17無人世界の3つの世界に存在する。
極めて危険な次元犯罪者が収監される場所で、ここの囚人は能力を封じられ、事情聴取も裁判も全て通信越しで行われる事になる。
JS事件解決後、更生の意思を見せなかったスカリエッティ、ウーノ、トーレ、クアットロ、セッテ達はそれぞれの拘置所に分けられて収容された。

### 個人単位での役職
提督
時空管理局内で高い地位にある役職。その全てが艦船の長というわけではない。
執務官
事件発生時の捜査・指揮・法の執行などを行う管理職。「所属部署における事件および法務案件の統括担当者」となる。法務知識を中心に多様な知識や技術が必要であり、資格試験は特に難易度が高い。
嘱託魔導師
時空管理局内で大きな権限を持つ役職。嘱託魔導師になるには試験に合格する必要がある。
捜査官
言葉のみの登場。
医務官
医療を担当する官職。
自然保護官
担当地域の自然と生物の保護・調査を担う職。民間研究者への協力や各種探索、密猟者対策なども担当する。

### 階級
こちらは『StrikerS』からの設定。時空管理局での階級は現実の自衛隊の階級とほぼ同じものが使われており、基本的には数字によって示されている。以下は上に行くほど高位で、下に行くほど下位の階級を表す。
| 正式名称(空) | 正式名称(陸) | 略称 |
| ------------ | ------------ | ---- |
| 名誉元帥     | 名誉元帥     | 元帥 |
| 中将         | 中将         | 中将 |
| 少将         | 少将         | 少将 |
| 一等空佐     | 一等陸佐     | 一佐 |
| 二等空佐     | 二等陸佐     | 二佐 |
| 三等空佐     | 三等陸佐     | 三佐 |
| 一等空尉     | 一等陸尉     | 一尉 |
| 二等空尉     | 二等陸尉     | 二尉 |
| 三等空尉     | 三等陸尉     | 三尉 |
| 准空尉       | 准陸尉       | 准尉 |
| 空曹長       | 陸曹長       | 曹長 |
| 空曹         | 陸曹         | 曹   |
| 一等空士     | 一等陸士     | 一士 |
| 二等空士     | 二等陸士     | 二士 |
| 三等空士     | 三等陸士     | 三士 |
| 研修生       |              |      |

執務官は「役職」であり階級には含まない（武装隊では上記のいずれかの扱いをされる）
カリム・グラシアは少将である。また、将官以上の階級に「陸」「空」の分類が付随するかも不明（佐官以下の階級は陸上自衛隊及び航空自衛隊の階級と呼称が同じである。ただし将官の階級のみ例外的に違う）。

### 装備

#### 艦船・輸送機
アースラ
『第1期』に登場した時空管理局所属のL級次元航行艦船の8番艦。艦長はリンディ・ハラオウン。
当時発生した「プレシア・テスタロッサ事件」、その後の「闇の書事件」においてクロノ達時空管理局員の船として地球に派遣されたもので、『A's』時には特装砲「アルカンシェル」を搭載した。その後はクロノが艦長を継ぎ、なのは達は各種研修・任務をこなした。
『StrikerS』時には老朽化と損傷の蓄積が進んでいたため廃艦処分になる事が予定されていた。しかしナンバーズによる機動六課隊舎襲撃によって急遽六課本部として引っ張り出され、最後の奉公を果たした。
エスティア
『A's』に登場した時空管理局所属のL級次元航行艦船の2番艦。艦長はクライド・ハラオウン。
回収した闇の書の輸送する任務を帯びていたが、突如発動した闇の書に艦の制御システムを乗っ取られてしまい、グレアムの乗る僚艦に向けてアルカンシェルを放とうとしたためクライドの意思とグレアムの判断により先にグレアム艦のアルカンシェルで沈められた。
クラウディア
『StrikerS』に登場した時空管理局所属のXV級次元航行艦船。艦長はクロノ・ハラオウン。
次元航行部隊が新たに導入した新造艦船で、多数の同型艦を率いて「JS事件」の際に衛星軌道上まで浮上してきた「聖王のゆりかご」へのアルカンシェルによる砲撃を敢行、消滅させた。
ヴォルフラム
『Force』に登場した時空管理局所属のLS級次元航行艦船。艦長は八神はやて。
次元犯罪集団「フッケバイン一家」が引き起こす「エクリプス事件」に対応するため結成された特務六課の新たな母艦として配備された。
詳細は魔法戦記リリカルなのはForce#管理局、その他を参照。
JF704式ヘリ
『StrikerS』に登場した時空管理局保有の輸送用ヘリコプター。
詳細は魔法少女リリカルなのはStrikerS#機械・兵器を参照。

#### 兵器
アルカンシェル
「闇の書」など危険なロストロギアに対抗するために用いられる高出力魔導砲。必要と判断された時にのみ次元航行艦船に搭載して使用される。管理局の保有する魔導兵器の中でもとびきり強力なものではあるが、4期シリーズであるForceにおいてこのアルカンシェルすら通用しないという存在が登場している。
詳細は魔法少女リリカルなのはA's#用語を参照。
アインヘリアル
地上本部が導入を推し進めたとされる地上設置式の3連装魔導砲。使用する前に破壊された。
詳細は魔法少女リリカルなのはStrikerS#機械・兵器を参照。

## 世界

### 次元世界
本シリーズに登場する次元世界は、他の次元世界を認識しており航行できる技術を有し、時空管理局の管理と保護を受けることが承認された世界を「管理世界」、逆に文明を持つが次元世界を認識しておらず、航行できる技術を持たない世界を「管理外世界」、人間が存在しない世界を「無人世界」、何らかの理由で滅亡した世界を「遺失世界」と管理局に呼称されている。
地球
本シリーズに登場する多次元世界の一つで、高町なのは、八神はやて、ギル・グレアムの出身地。無印から『A's』まではこの世界にあるという海鳴市が主な舞台となっている。
ミッドチルダ管理対象外世界（第97管理外世界と呼ばれている）であり、ここに住むほとんどの生物はリンカーコアを持たず、魔法も認知されていないが、希に高町なのはや八神はやての様に高い魔導資質を持つ者が現れることもあってか古くからミッドチルダとの往来が僅かながらある様で、スバル・ナカジマの先祖も地球の日本人である。また、高町家・バニングス家・月村家など、事情を知り交流・協力関係を持つ者もごく少数だが存在する。
ミッドチルダ
本シリーズに登場する多次元世界の一つで、『StrikerS』『ViVid』『Force』では基本的にこの世界が舞台となっており、全ての次元世界の基点として第1世界と称されている。
空には複数の月のような衛星が浮かぶ幻想的な世界だが、首都は近未来的な大都市のクラナガンで、他にもベルカ自治領、エルセア、アルトセイムといった地方がある。
リンカーコアを持つ魔力保持者および魔導師が数多く存在する世界であり、ミッドチルダ式魔法もここで開発され、様々なデバイスや各系統の魔法の研究と開発も盛んに行われている。
なのは達が勤める時空管理局の本拠地でもあり、技術力、科学力、そして軍事力などあらゆる面において他の次元世界を圧倒し、現在では事実上管理下に置いた次元世界の統治者のように振舞っている。
また、『StrikerS』以降に登場するキャラクターもほとんどはこのミッドチルダを出身地としていて、なのはやはやて達も成人後はここに定住している。
ベルカ
本シリーズに登場する多次元世界の一つで、劇中では既に滅亡している。ベルカ式魔法もここで確立された。
『StrikerS』までは聖王が統治していた一つの国家と言われていたが、『サウンドステージX』および『Vivid』ではガレアやシュトゥラといった複数の国家が存在し、それぞれの王族達が統治する「諸王時代」と呼ばれる時代もあった。しかし、後期には国家間での覇権を巡る戦乱に明け暮れるようになり、最終的には聖王によって統一されたことが語られた。
現在はイングヴァルト家やダールグリュン家といった古代ベルカの王の子孫の一部はミッドチルダに流れ、その地で生活している。
その激しい戦乱の歴史のためか、闇の書、聖王のゆりかご、エクリプスなどシリーズに登場する特に危険なロストロギアの多くがベルカを震源地としている。
アルハザード
本シリーズに登場する多次元世界の一つで、こちらも劇中では既に滅亡しているが、他の次元世界において「アルハザードの遺産」と称される古代遺物が相次いで発見されており、今までに確認された次元世界をはるかに凌駕した科学と魔法技術を持っていたと言われている。このため、滅亡ではなく他の世界との交流を捨てて次元の狭間に消えたという説を唱える者もいる。
プレシア・テスタロッサがアリシア・テスタロッサを蘇らせるために目指していた場所でもある。またフェイト、エリオ、ヴィヴィオ、ナンバーズなどの人造生命体を生み出す技術もこの世界から由来しており、その技術を応用したプロジェクトF（記憶転写型クローン）の根幹を築いたジェイル・スカリエッティも同様の技術で生み出された人造生命体である。
スプールス
本シリーズに登場する多次元世界の一つで、機動六課発足前のキャロが自然保護隊で過ごしていた。第61管理世界と呼ばれる。
自然豊かで希少生物の楽園でもあり、そうした生物学上の理由から開発は抑えられている。反面密猟者の跋扈も問題となっており、卓越した技量を備えたエリオは大歓迎された。
ヴァイゼン
本シリーズに登場する多次元世界の一つで、『サウンドステージX』および『Force』にて登場。第3管理世界と呼ばれる。
シリーズの中では「マリアージュ事件」やトーマが体験したという「ヴァイゼン遺跡鉱山崩壊事故」などが起こっている。
『Force』で六課が新たに導入したという武装端末を開発した「カレドヴルフ・テクニクス社」もここにある。
ルヴェラ
本シリーズに登場する多次元世界の一つで、『Force』にて登場。第23管理世界と呼ばれる。
豊かな自然が残る田舎のような穏やかな世界で、都市部の街並みもミッドチルダに比べて古風で前時代的なものが多い。
トーマとリリィ、アイシスが初めて出会った地でもある。
マウクラン
本シリーズに登場する多次元世界の一つで、『StrikerS』にて登場。第34無人世界と呼ばれる。
ほぼ無人の世界であり、存在するのは野生の動植物のみとされている。
同作のエピローグにおいて更生したルーテシアの配流先となった。
カルナージ
本シリーズに登場する多次元世界の一つで、『ViVid』にて登場。マウクランと同様に無人の世界とされている。
回復したアルピーノ親子が住んでおり、旅行に来た機動六課のメンバーと一部のナンバーズ、そしてヴィヴィオ達はここで合同の訓練や模擬戦を行った。
リベルタ
本シリーズに登場する多次元世界の一つで、『Force』にて登場。第16管理世界と呼ばれる。
兵器開発企業「ヴァンデイン・コーポレーション」はこの世界に存在している。
第14無人世界
本シリーズに登場する多次元世界の一つで、『Force』にて登場。ほぼ無人の世界であるが、人が住める世界かどうか入植調査が行われている。
しかし、最初はフッケバイン一家のサイファーに、その後ディーゴとマティに入植者達が相次いで虐殺されている。
イスタ
本シリーズに登場する多次元世界の一つで、『Force』にて登場。第18管理外世界と呼ばれる。第23管理世界ルヴェラにてトーマとリリィが出会ったのと同じ頃、この地でディバイダーと銀十字を所有した男女二人組による集落殲滅事件が発生している。
ルーフェン
本シリーズに登場する多次元世界の一つで、『ViVid』にて登場。古代中国風の文明を持つ世界で、リオの拳法、春光拳の発祥の地。

### その他
惑星エルトリア
地球とは別の星系に属する惑星。『-THE GEARS OF DESTINY-』にて登場。「死蝕」と呼ばれる星の病で人が住めなくなりつつあり、凶暴生物が暴れまわるようになったため、多くの人々が他惑星へ移民するためにエルトリアを捨てつつあるが、グランツ・フローリアン博士をはじめとしてなお星を戻そうと奮闘する人々もいる。
フローリアン姉妹は目的を以て過去の地球へやってきた。事件解決後は、マテリアルたちとユーリもエルトリアに住み着き、環境復興を手伝っている。

## 関連作品
この節ではシリーズ全体に関連するものについて記述する。シリーズ各作品の関連作品に関しては各項を参照のこと。
魔法少女リリカルなのは コミックアンソロジー
2008年3月28日発行・ノーラコミックス・ISBN 978-4-05-607017-0
りりかる歳時記
『メガミマガジン』にて2008年10月号から2013年6月号まで連載した漫画。作者は茶のみ童子。
2013年6月27日発行・ノーラコミックス・ISBN 978-4-05-607111-5
魔法少女リリカルなのは コミックアラカルト
2010年9月10日発行・角川コミックス・エース・ISBN 978-4-04-715485-8
魔法少女リリカルなのは コミックアラカルト 〜リリカル☆ライフ編〜
2011年2月26日発行・角川コミックス・エース・ISBN 978-4-04-715637-1
魔法少女リリカルなのは コミックアラカルト 〜マジカル☆タイム編〜
2011年11月26日発行・角川コミックス・エース
魔法少女リリカルなのは コミックアラカルト 〜スターライト☆パーティー編〜
2012年2月25日発行・角川コミックス・エース
魔法少女リリカルなのは The MOVIE コミックアラカルト
2013年3月23日発行・角川コミックス・エース

## 反響
作品の人気のわりに、漫画版が連載されているなど関係が深い『メガミマガジン』を除くと、アニメ雑誌にほとんど取り上げられない作品であったが、『StrikerS』からは同じ学研が発行する『アニメディア』でも頻繁に取り上げられるようになり、遂には表紙を飾るまでになった。
『A's』のオープニング「ETERNAL BLAZE」は2005年10月31日付のオリコン週間シングルチャートで声優個人名義での楽曲としては当時の歴代最高順位にあたる2位を記録している。また、『StrikerS』のオープニング「SECRET AMBITION」も2007年4月30日付の同チャートで声優個人名義での楽曲としては先の記録以来となる2位を記録している。さらに、『The MOVIE 1st』の主題歌「PHANTOM MINDS」が、2010年1月25日付の同チャートで、声優個人名義楽曲として初の第1位を記録している。2007年8月22日にキングレコードより発売された『魔法少女リリカルなのはStrikerS』2期オープニング『MASSIVE WONDERS』が2007年8月24日付FRIDAY SUPER COUNTDOWN 50第863回で、声優個人、またキングレコード所属アーティストとしては初の1位を獲得している。
2006年8月11日 - 13日に渡って開催されたコミックマーケット70においては、企業ブースの限定販売グッズを前回（コミックマーケット69）の約3倍の数量を用意したにもかかわらず、初日の販売開始から昼頃までにCD以外のグッズが3日分全て完売した。救済措置として「来店証明書」を3000枚限定で発行し、2日目・3日目に分けて来場者に配布して後日（2006年8月28日〜）公式サイト上にて「来店証明書」所持者限定で、同一商品の通販を行なった。

## 年表
2004年10月から12月までテレビアニメ『魔法少女リリカルなのは』（第1期）を放送。放送中および放送後に本編のサイドストーリーを描いたドラマCD『魔法少女リリカルなのは サウンドステージ01-03』が発売。
2005年10月から12月までテレビアニメ『魔法少女リリカルなのはA's』（第2期）を放送。放送に先駆け『メガミマガジン』2005年10月号から2006年2月号まで漫画「魔法少女リリカルなのはA's THE COMICS」（原作：都築真紀、作画：長谷川光司）が連載された。放送中および放送後にドラマCD『魔法少女リリカルなのはA's サウンドステージ01-03』が発売。都築真紀による小説作品『魔法少女リリカルなのは』が発売。
2007年4月から9月までテレビアニメ『魔法少女リリカルなのはStrikerS』（第3期）を放送。放送に先駆け『メガミマガジン』2006年11月号から2008年2月号まで漫画「魔法少女リリカルなのはStrikerS THE COMICS」（原作：都築真紀、作画：長谷川光司）が連載された。放送中および放送後にドラマCD『魔法少女リリカルなのはStrikerS サウンドステージ01-04』が発売。
2008年7月に、テレビアニメ版第1期をベースにした劇場版『魔法少女リリカルなのは The MOVIE 1st』の製作が発表され、2010年1月23日から公開された。
2008年8月、コミックマーケット74にて第3期の3年後を描いたドラマCD『StrikerS サウンドステージX』が発売（同年10月一般販売された）。
2009年角川書店より創刊された『娘TYPE』Vol.1に第4期として『魔法戦記リリカルなのはForce』（原作：都築真紀、作画：緋賀ゆかり）のプロローグが掲載、2009年7月30日発売のVol.2より本格連載が開始された。同じく第4期として『月刊コンプエース』2009年7月号より『魔法少女リリカルなのはViVid』（原作：都築真紀、漫画：藤真拓哉）の連載が開始された。
2009年9月30日発売の『メガミマガジン』2009年11月号から2011年2月号まで『魔法少女リリカルなのは The MOVIE 1st』と過去に発表された小説版をベースとした、新たなパラレルストーリー「魔法少女リリカルなのは MOVIE 1st THE COMICS」（原作：都築真紀、作画：長谷川光司）が連載された。
2010年、PlayStation Portableで『魔法少女リリカルなのはA's PORTABLE -THE BATTLE OF ACES-』が1月21日に発売された。
2010年11月、テレビアニメ版第2期『A's』をベースにした『The MOVIE 1st』の続編となる劇場版第2作目『魔法少女リリカルなのは The MOVIE 2nd A's』（2012年7月14日公開）の制作とPlayStation Portableで『魔法少女リリカルなのはA's PORTABLE -THE GEARS OF DESTINY-』（2011年12月22日発売）の製作が発表された。
2012年7月26日発売の『月刊コンプエース』2012年9月号から2014年5月号まで、本シリーズとは異なる世界観を持つスピンオフソーシャルゲーム『魔法少女リリカルなのはINNOCENT』を題材にした漫画版が連載された。（原作：都築真紀、漫画：川上修一）2014年4月26日発売の『月刊コンプエース』2014年6月号より『魔法少女リリカルなのはINNOCENTS』と改題され第2部の連載が開始した。
2013年3月、『The MOVIE 2nd A's』の続編となるものの完全新規ストーリーとなる劇場版第3作目『魔法少女リリカルなのは The MOVIE 3rd Reflection』の製作が発表された。
2013年3月31日、本シリーズとは異なる世界観を持つスピンオフ、ソーシャルゲーム『魔法少女リリカルなのはINNOCENT』が稼働開始。
2013年9月、『月刊娘TYPE11月号』にて、『魔法戦記リリカルなのはForce』の長期休載の告知が掲載された。
2013年11月、『月刊娘TYPE1月号』よりTV版『魔法少女リリカルなのは』のストーリーを軸とし、「劇場版」「ドラマCD」「小説版」全ての要素が入った、漫画『ORIGINAL CHRONICLE 魔法少女リリカルなのはThe1st』（原作：都築真紀、漫画：緋賀ゆかり）の連載が開始された。純粋に本編のストーリーを追った漫画化はこれが初となる。
2014年8月、『魔法少女リリカルなのはViVid』（第4期）のTVアニメ化が発表され、2015年4月から6月まで放送した。
2015年5月、三洋物産から『パチスロ 魔法少女リリカルなのは』としてパチスロ化が発表された。
2016年7月、『魔法少女リリカルなのはViVid』の流れを組む新作アニメ『ViVid Strike!』が発表され、2016年10月から12月まで放送した。
2016年10月、『ViVid Strike!』第1話放送中に続報が途絶えていた劇場版第3作目が『魔法少女リリカルなのは Reflection』に改名しての製作が再度発表された。
2017年7月、劇場版第3作目『魔法少女リリカルなのは Reflection』が公開。放映後に後編となる劇場版第4作目『魔法少女リリカルなのは Detonation』が発表された。
2018年10月、劇場版第4作目『魔法少女リリカルなのは Detonation』が公開。
2020年1月、開催されたライブイベント『リリカル☆ライブ』にて、『リリカルなのは新プロジェクト』の始動が発表された。
2024年7月、テレビアニメ放送から20年に伴い『魔法少女リリカルなのは20周年プロジェクト』の始動が発表され、第1弾として2024年10月から12月まで『The MOVIE 1st』『The MOVIE 2nd A's』のテレビ編集版『魔法少女リリカルなのは 20周年記念セレクション』が放送された。
2024年12月、新規TVアニメシリーズ『魔法少女リリカルなのは EXCEEDS Gun Blaze Vengeance』、漫画『魔法少女リリカルなのは EXCEEDS』の制作が発表された。

## イベント
| 公演日               | タイトル                                                    | 会場                                   | 出演者 |
| -------------------- | ----------------------------------------------------------- | -------------------------------------- | --- |
| 2005年2月6日         | リリカル☆パーティー                                         | STUDIO COAST（東京都）                 | 田村ゆかり、水樹奈々、水橋かおり、桑谷夏子、釘宮理恵、清水愛 |
| 2005年9月24日        | リリカル☆パーティーSP                                       | STUDIO COAST（東京都）                 | 田村ゆかり、水樹奈々、植田佳奈、清水香里、高橋美佳子、水橋かおり、真田アサミ、桑谷夏子 |
| 2007年4月1日         | リリカル☆パーティーIII                                      | 東京国際展示場東1ホール（東京都）      | 田村ゆかり、水樹奈々、植田佳奈、清水香里、真田アサミ、柚木涼香、斎藤千和、中原麻衣、井上麻里奈、高橋美佳子                                                                                 |
| 2010年11月23日       | リリカル☆パーティーIV                                       | さいたまスーパーアリーナ（埼玉県）     | 田村ゆかり、水樹奈々、水橋かおり、桑谷夏子、高橋美佳子、五十嵐麗、浅野真澄 |
| 2013年3月23日 - 24日 | リリカル☆パーティV                                          | 横浜アリーナ（神奈川県）               | 田村ゆかり、水樹奈々、植田佳奈、清水香里、真田アサミ、柚木涼香、一条和矢、高橋美佳子、水橋かおり、桑谷夏子、小林沙苗（24日のみ）                                                           |
| 2017年5月7日         | ViVid☆PARTY                                                 | 舞浜アンフィシアター（千葉県）         | 水瀬いのり、小倉唯、上坂すみれ、佐倉綾音、水橋かおり、能登麻美子 |
| 2018年5月13日        | リリカル☆パーティVI                                         | 武蔵野の森総合スポーツプラザ（東京都） | 田村ゆかり、水樹奈々、植田佳奈、戸松遥、佐藤聡美、日笠陽子、清水香里、真田アサミ、柚木涼香、一条和矢、高橋美佳子、鷲崎健（司会）                                                           |
| 2020年1月18日 - 19日 | 魔法少女リリカルなのは15周年記念イベント「リリカル☆ライブ」 | 国立代々木競技場第一体育館（東京都）   | 田村ゆかり、水樹奈々、植田佳奈、清水香里、真田アサミ、柚木涼香、一条和矢、小林沙苗、ゆかな、斎藤千和、中原麻衣、井上麻里奈、高橋美佳子、小倉唯、日笠陽子（DAY1のみ）、阿澄佳奈（DAY1のみ） |